# 訃報 2022年7月
訃報 2022年7月（ふほう 2022ねん7がつ）では、2022年7月に物故し、もしくは物故が報じられた人物について記載する。

## 1日 - 15日

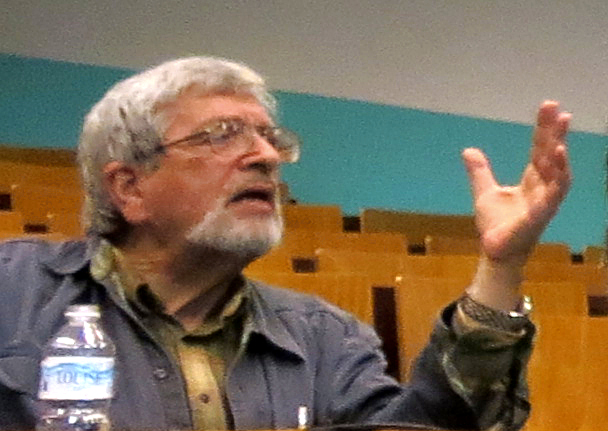
リチャード・タラスキン／7月1日没

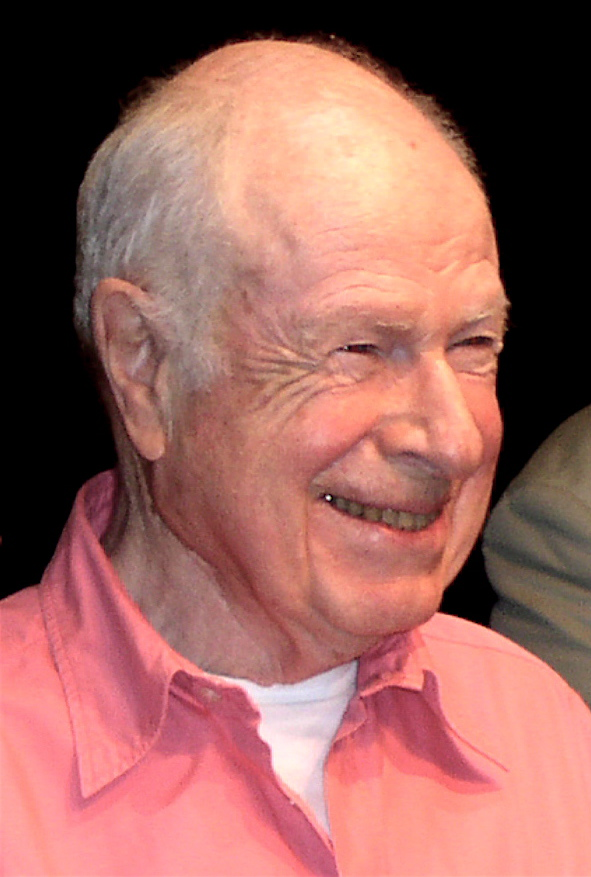
ピーター・ブルック／7月2日没

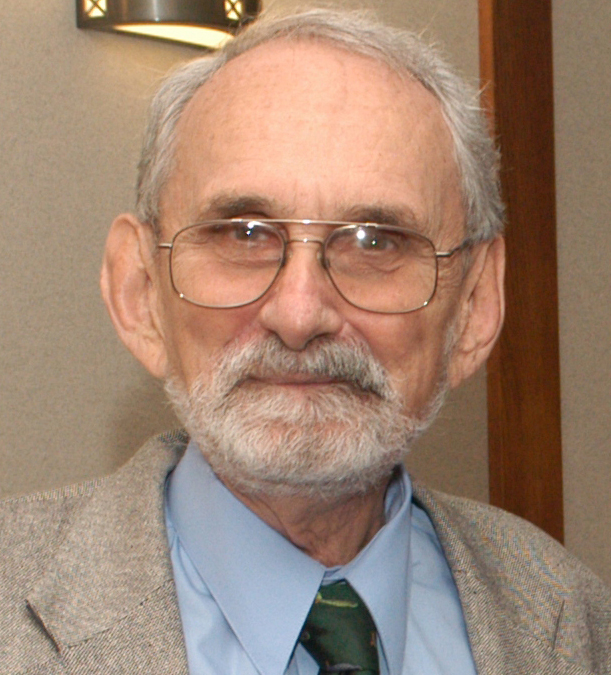
ロバート・カール／7月3日没

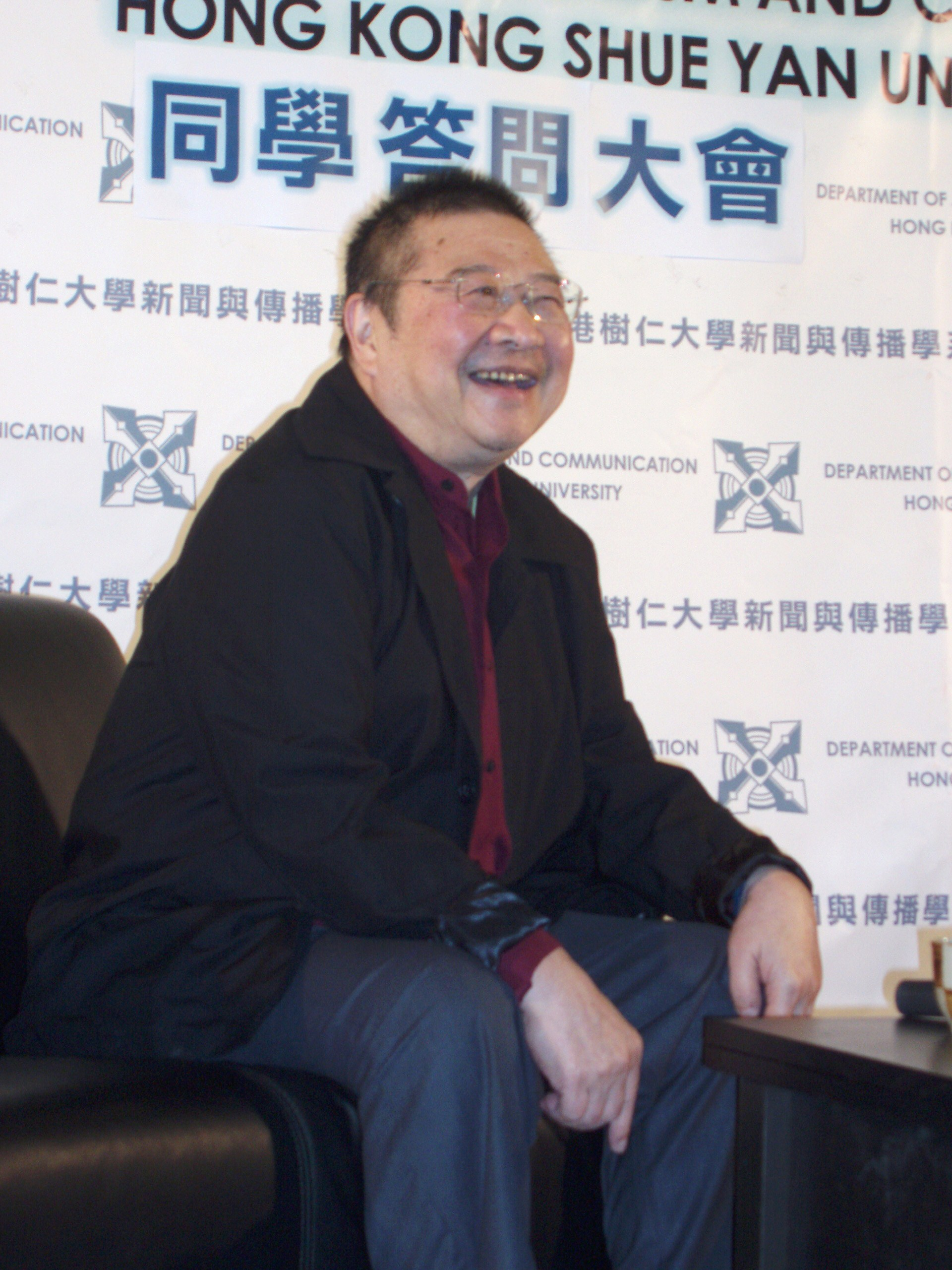
倪匡／7月3日没

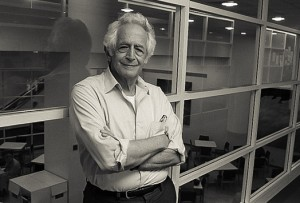
リチャード・J・バーンスタイン／7月4日没

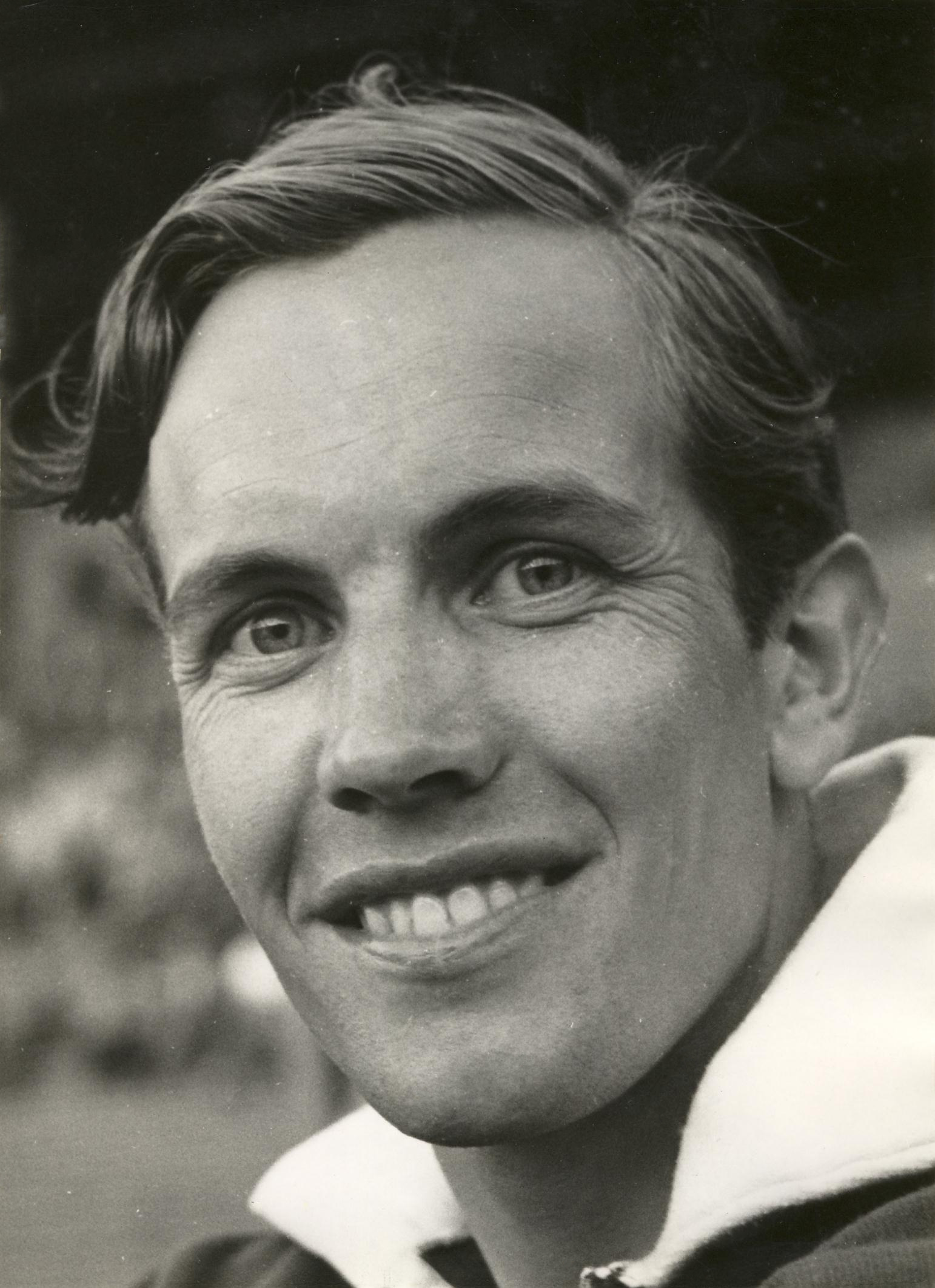
アルネ・オーマン／7月5日没

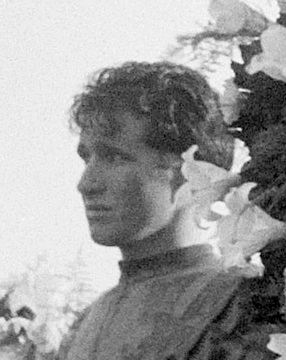
アルナルド・パンビアンコ／7月6日没

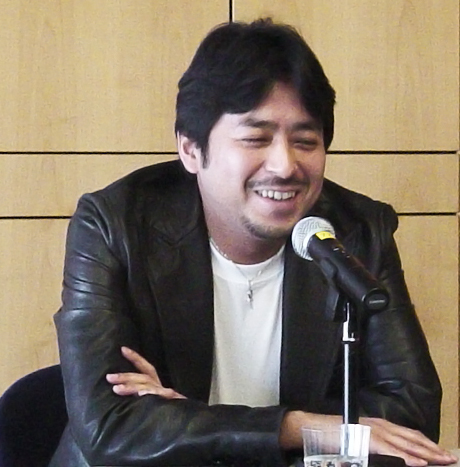
高橋和希／7月6日没

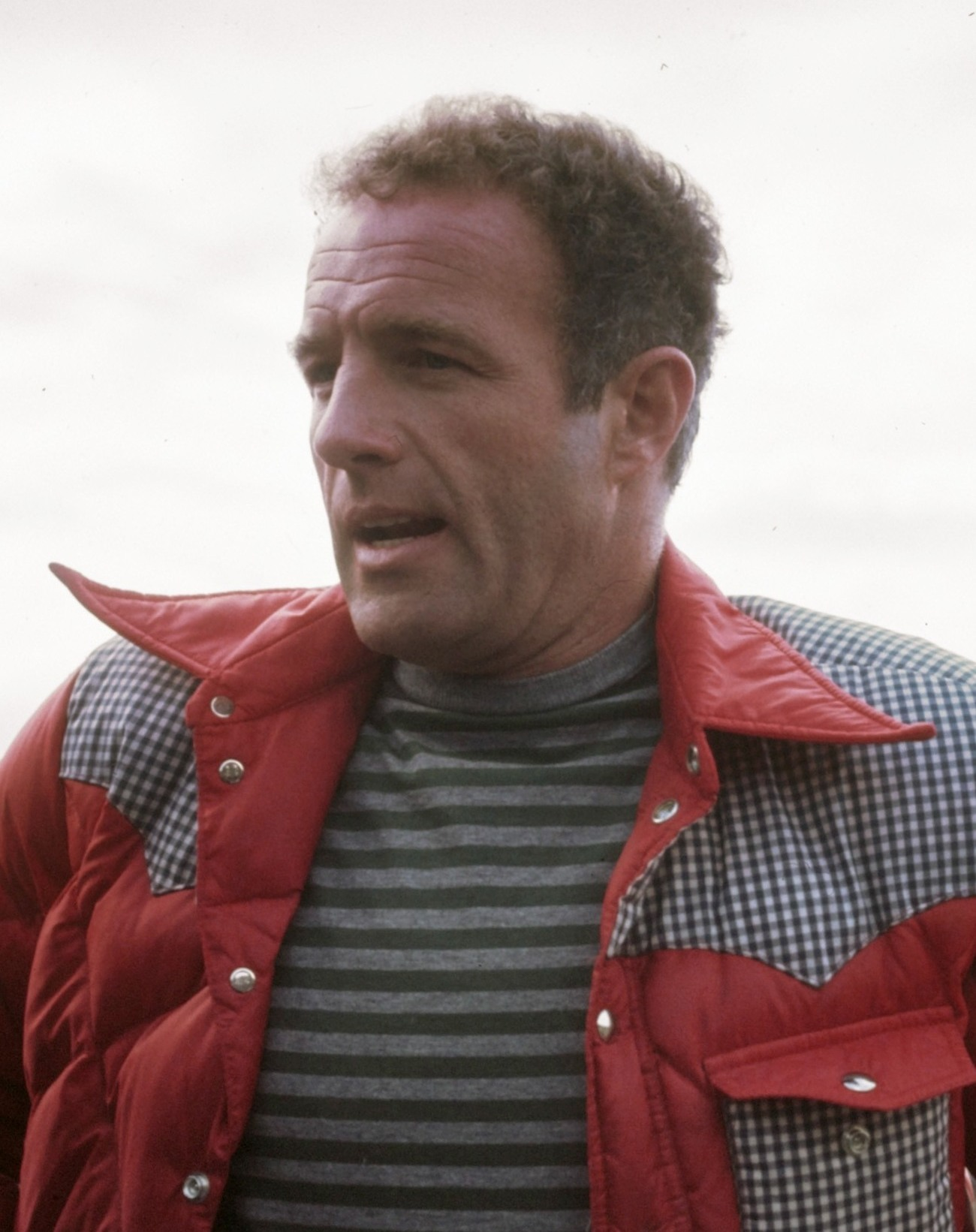
ジェームズ・カーン／7月6日没

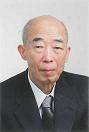
朝尾直弘／7月7日没

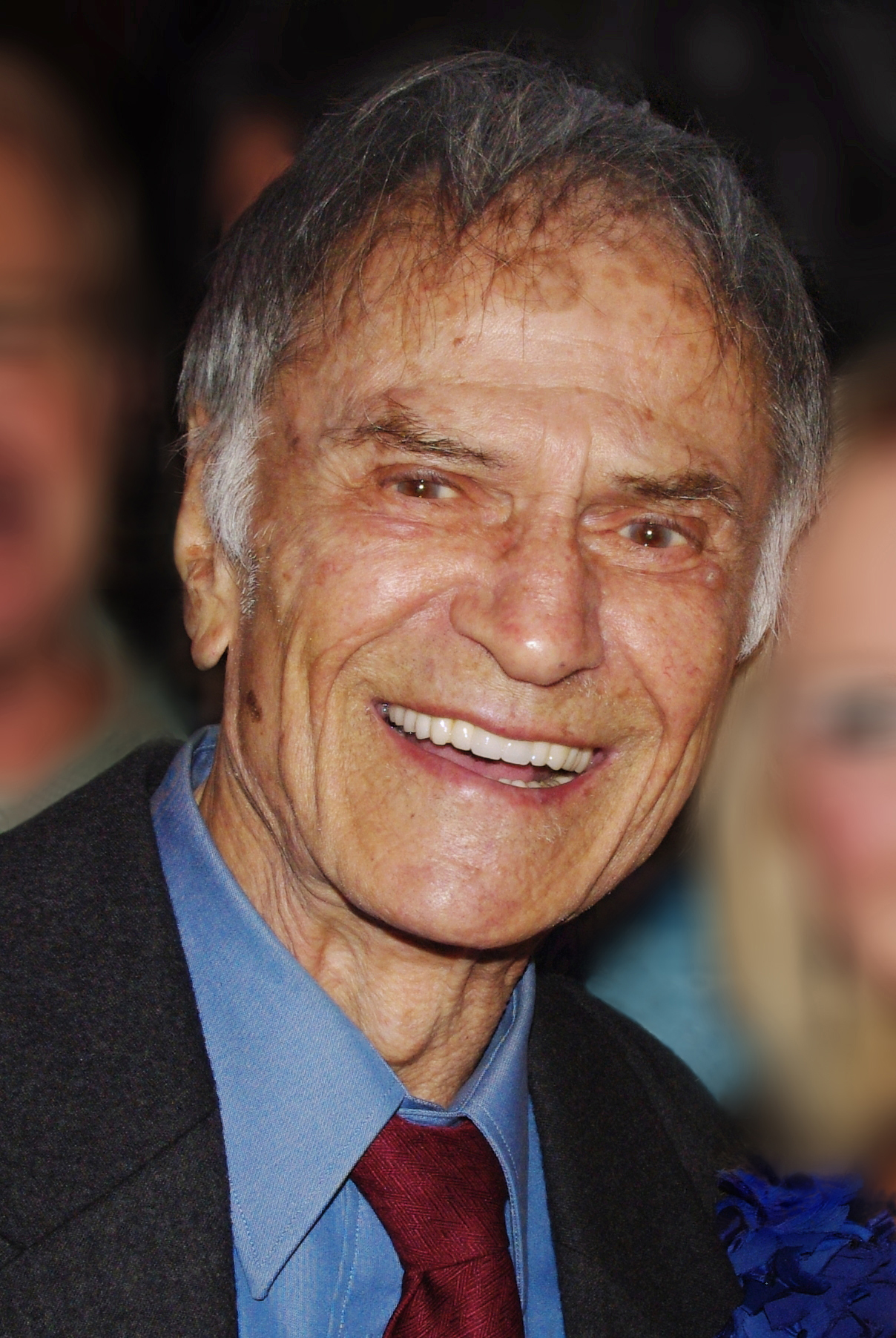
ラリー・ストーチ／7月8日没

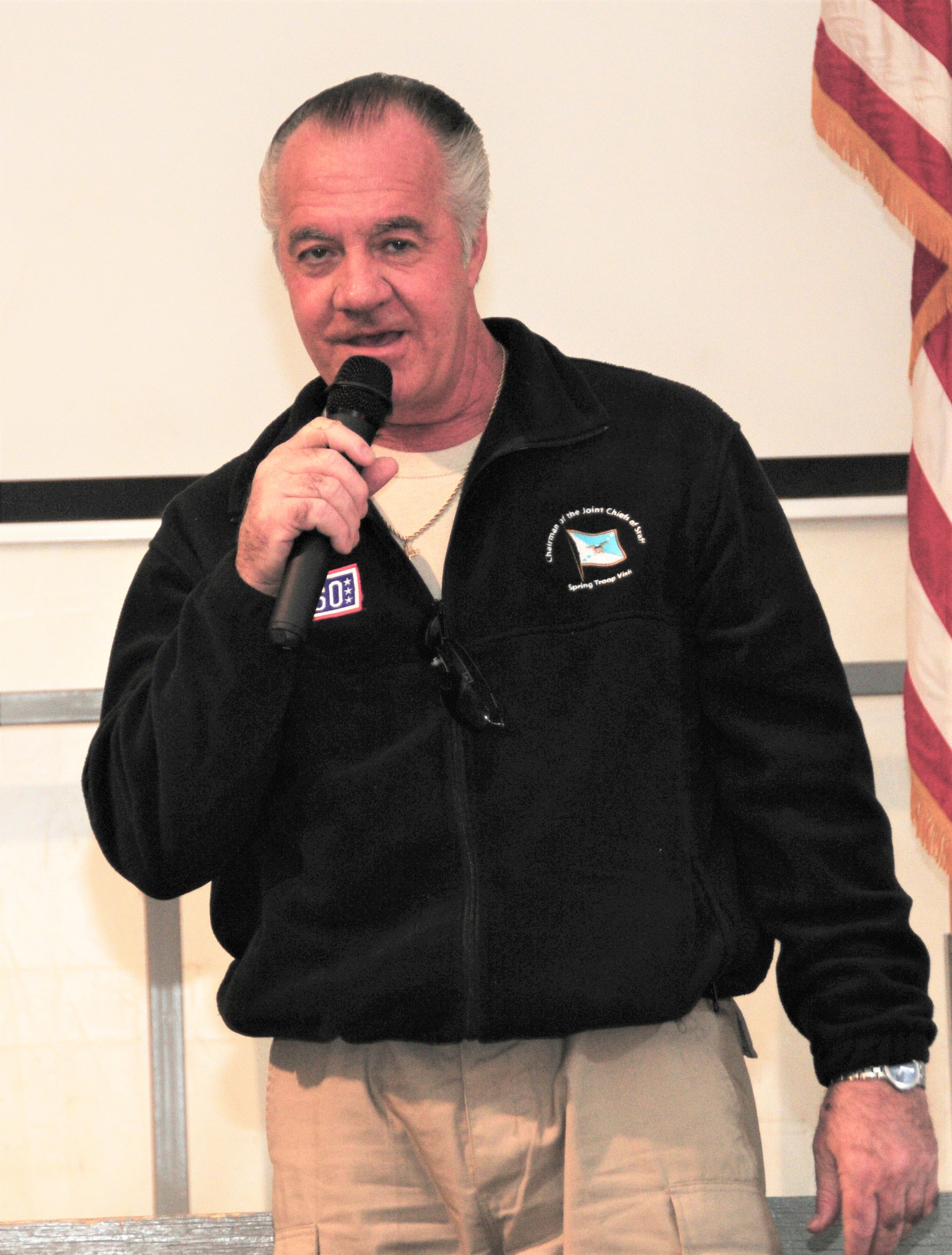
トニー・シリコ／7月8日没

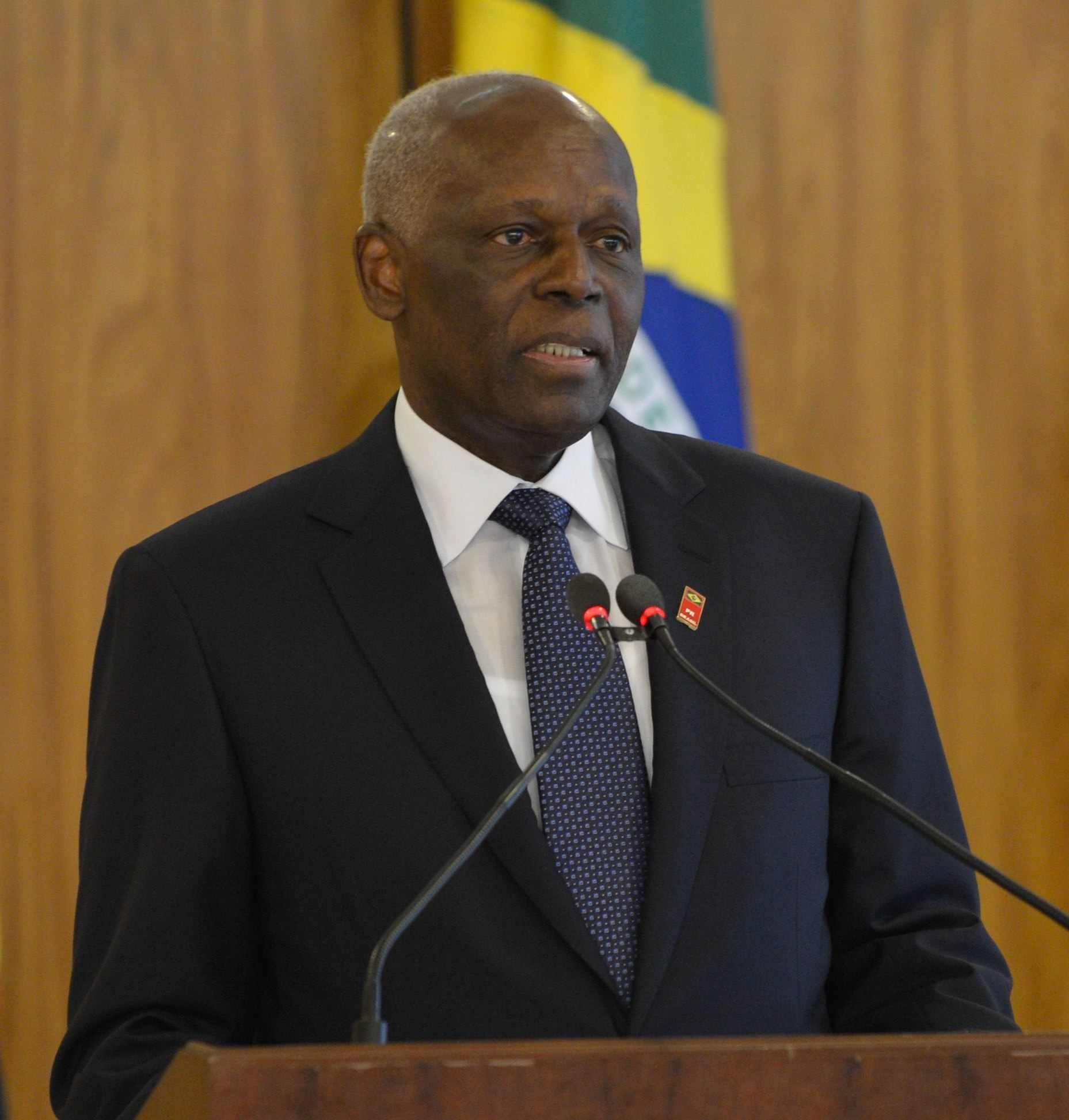
ジョゼ・エドゥアルド・ドス・サントス／7月8日没

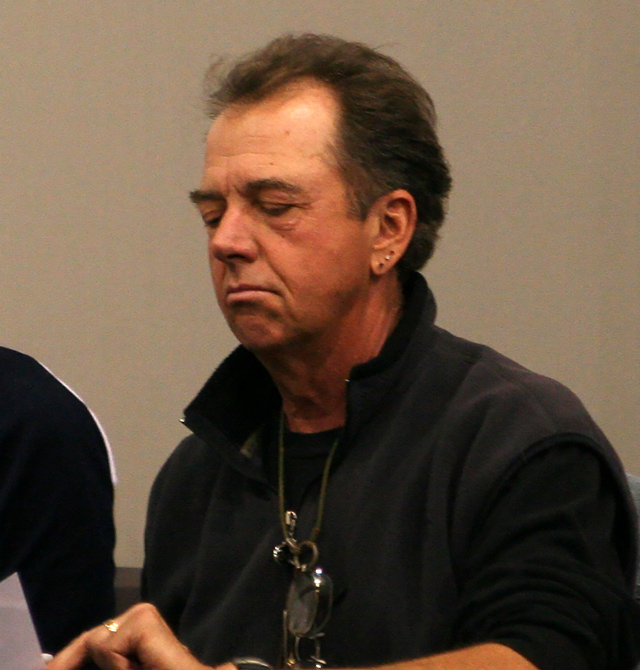
グレゴリー・イッツェン／7月8日没

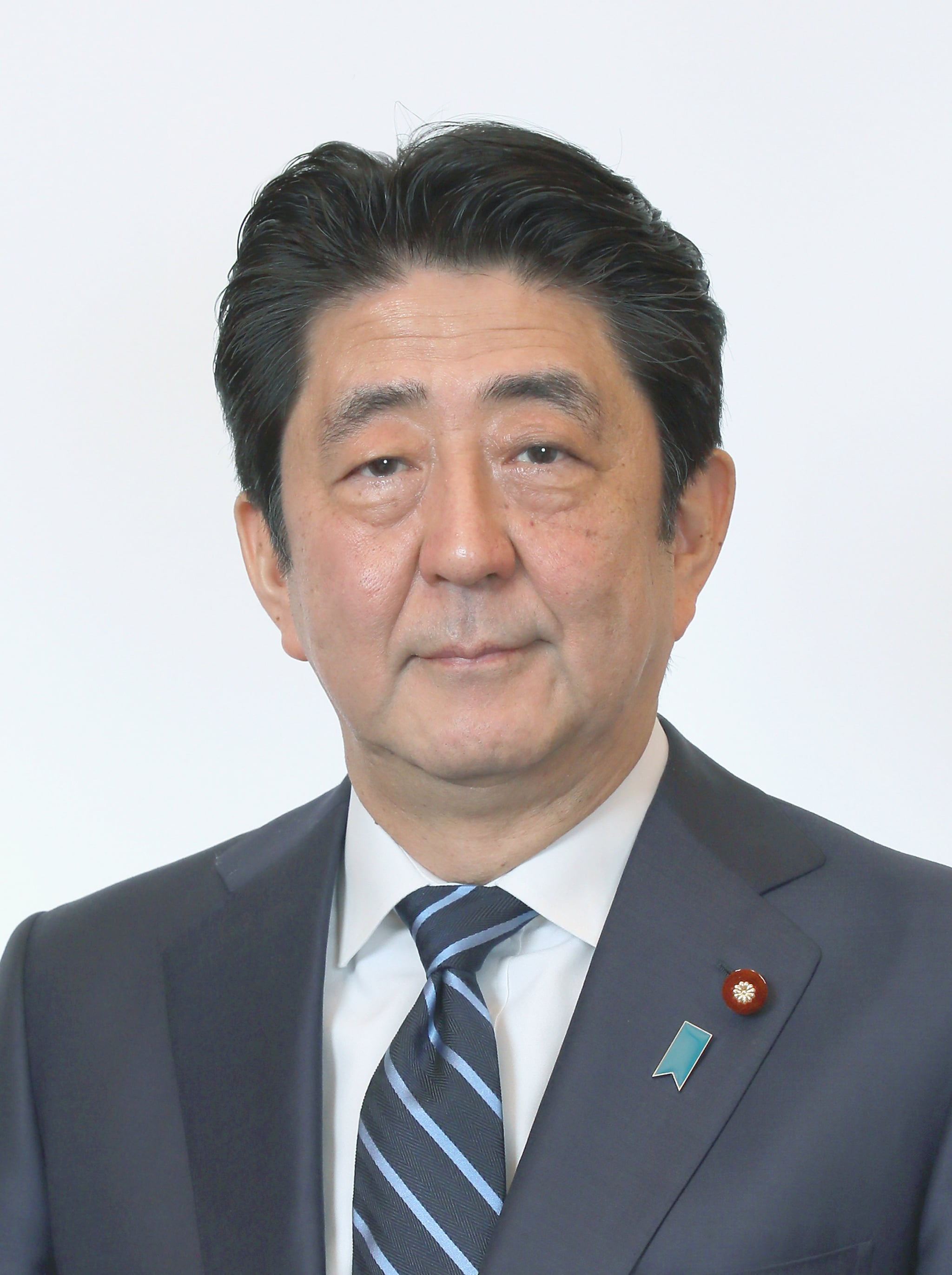
安倍晋三／7月8日没

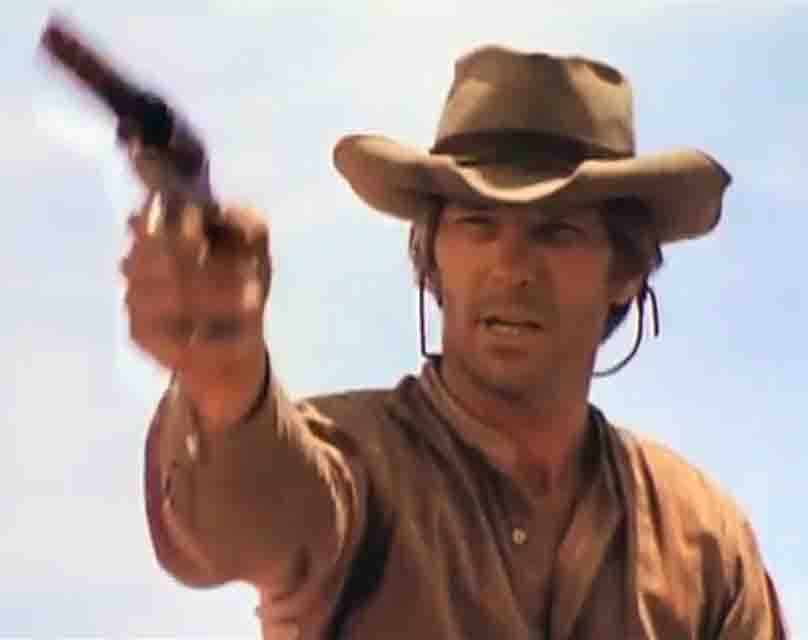
L・Q・ジョーンズ／7月9日没

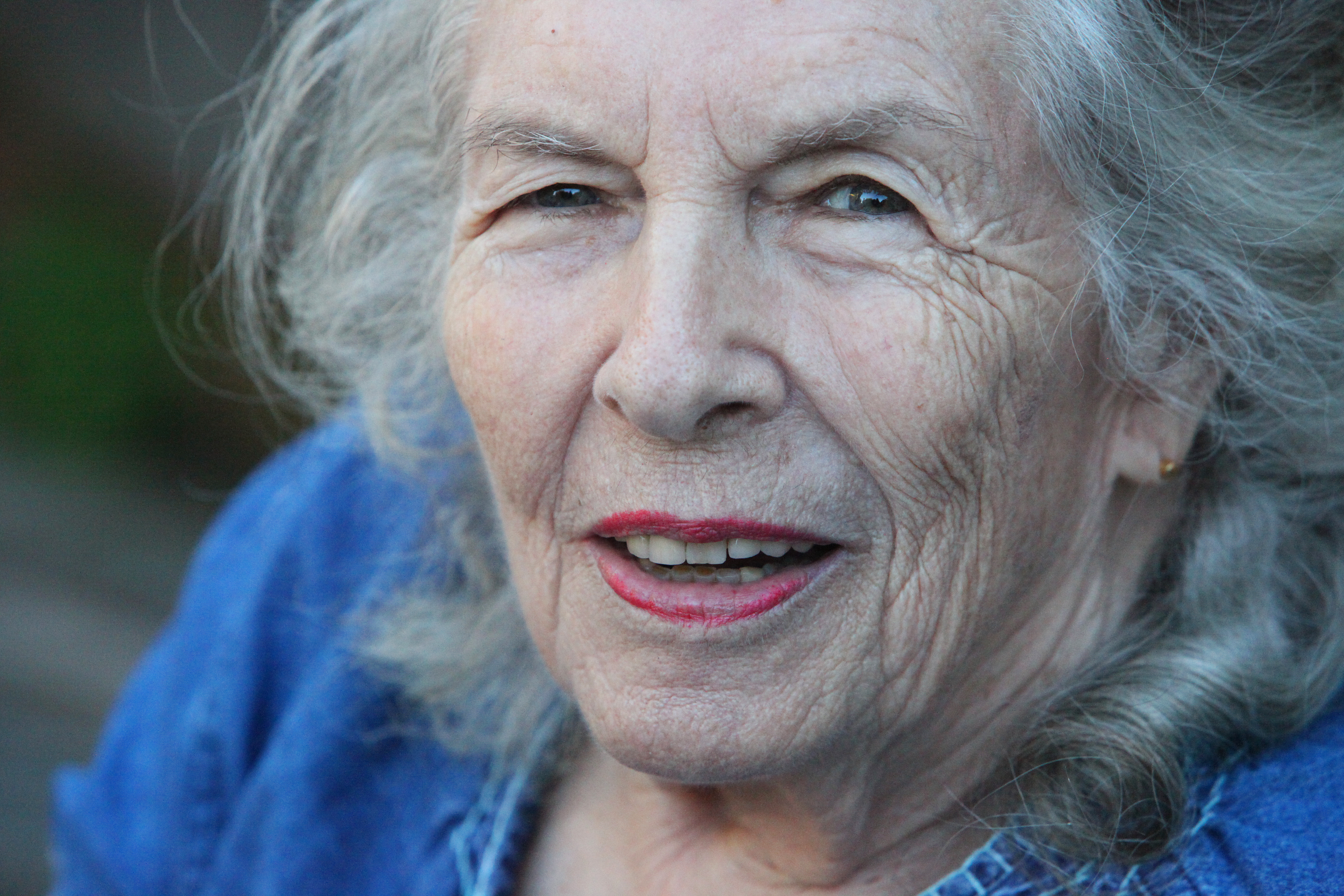
アン・シュルギン／7月9日没

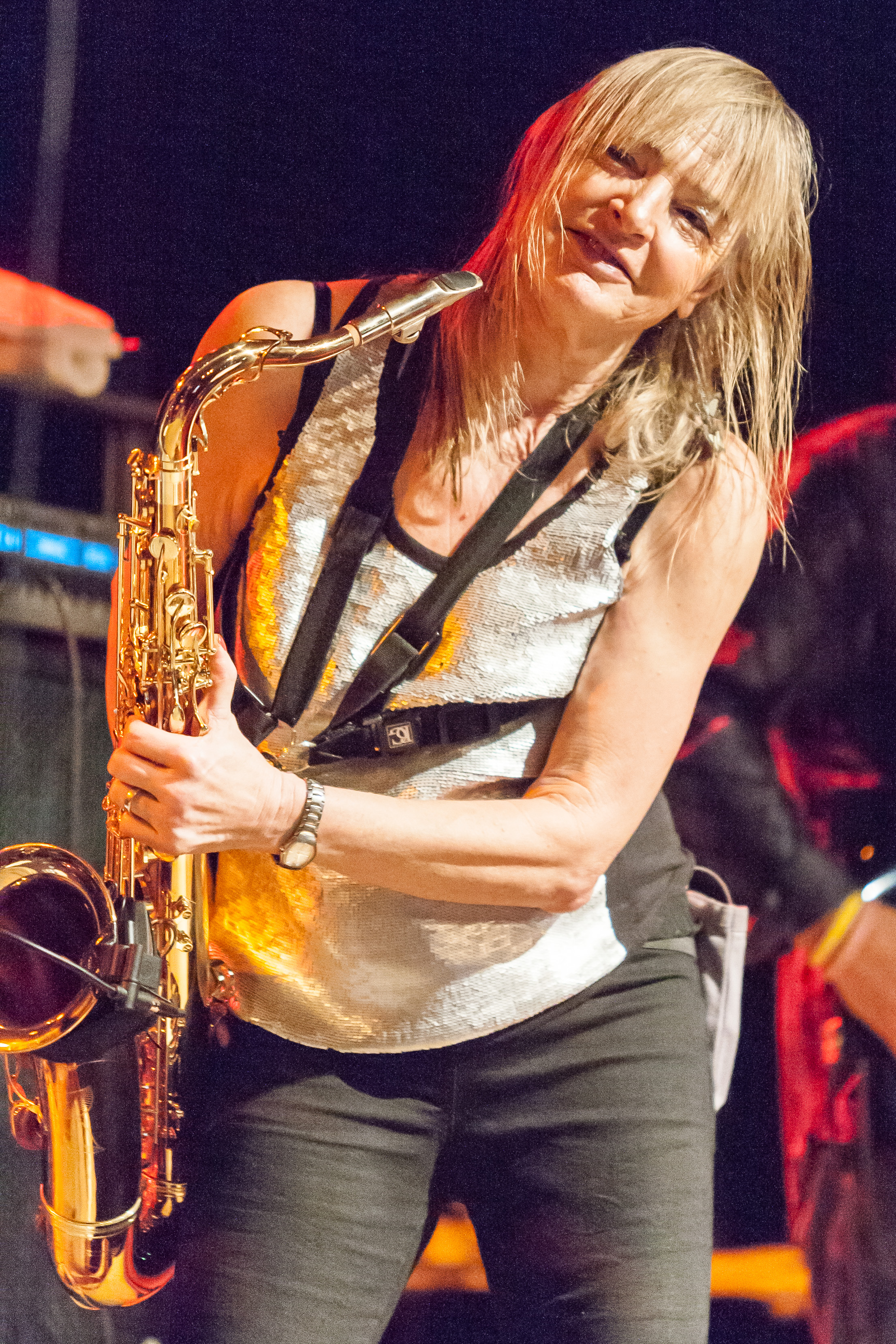
バーバラ・トンプソン／7月9日没

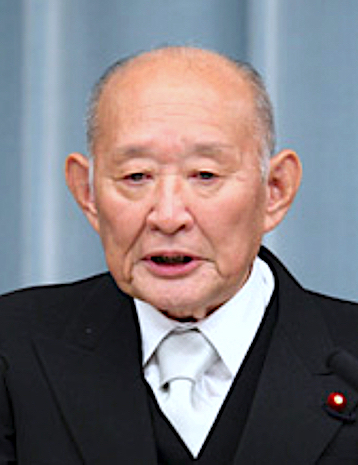
藤井裕久／7月10日没

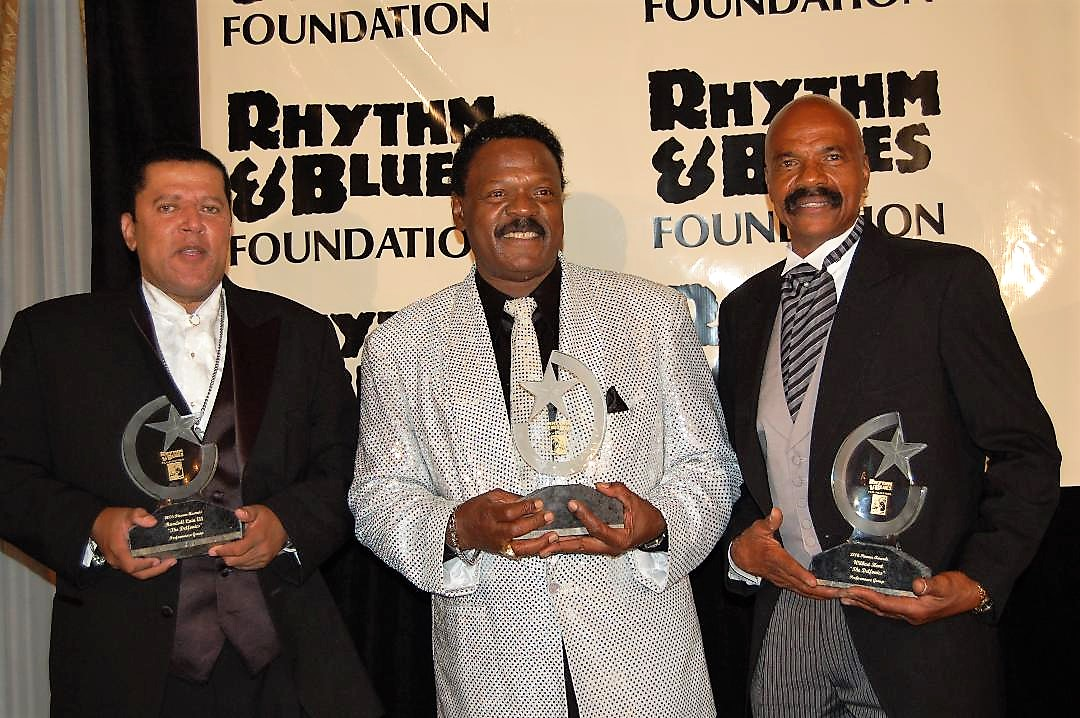
ウィリアム・ハート（中央）／7月14日没

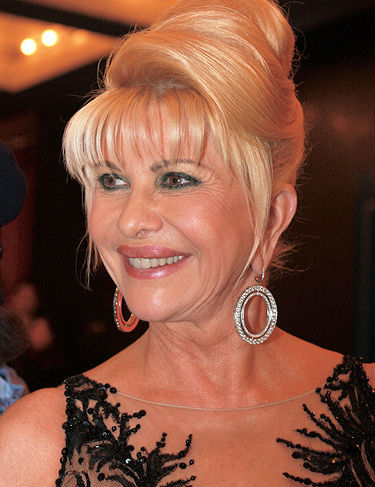
イヴァナ・トランプ／7月14日没

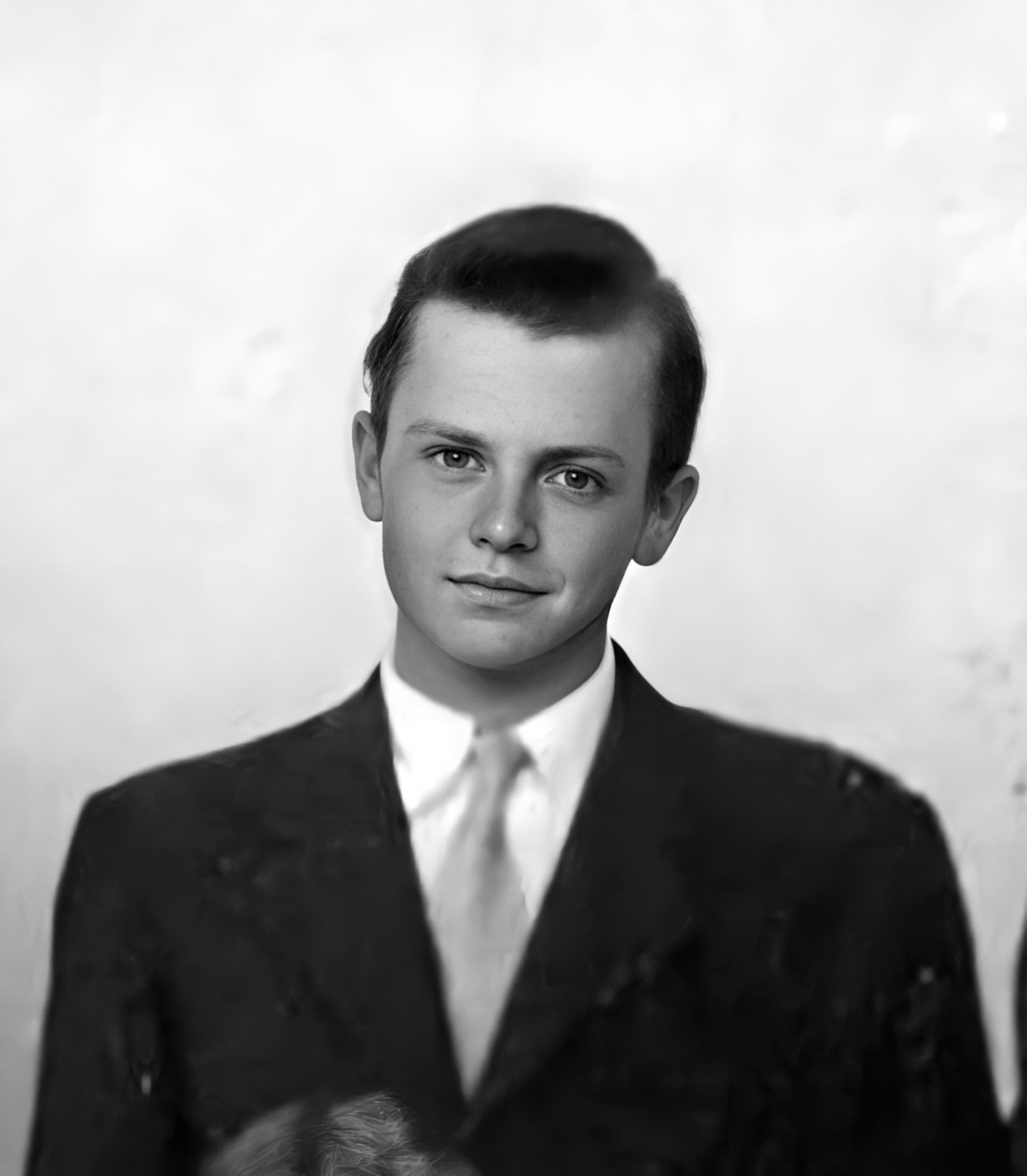
ルイス・ガスタン・デ・オルレアンス・イ・ブラガンサ／7月15日没

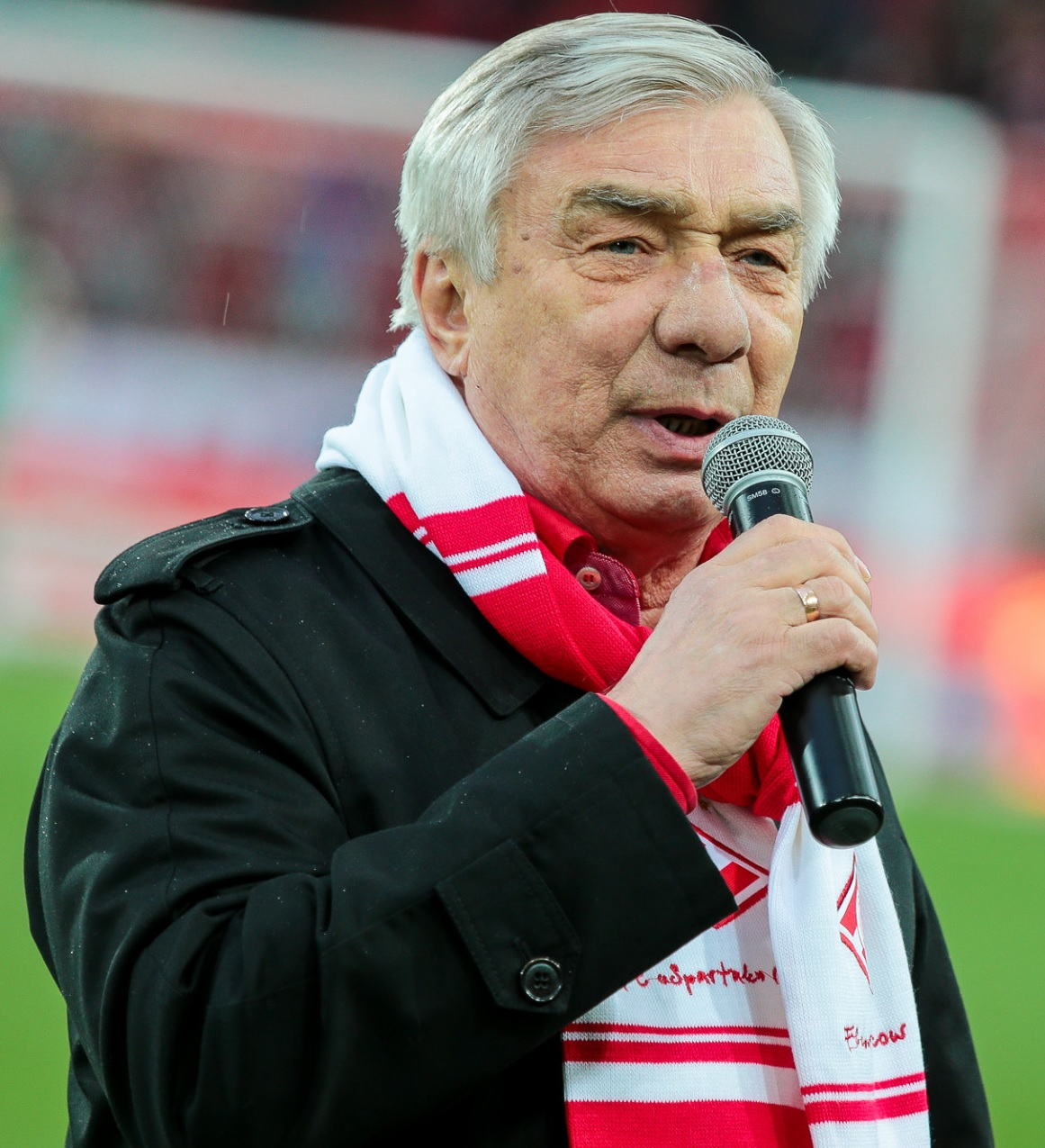
ゲオルギー・ヤルツェフ／7月15日没

- 7月1日 - 冨久正二、日本の元マスターズ陸上競技選手（* 1917年）[1]
- 7月1日 - 山田治雄、日本の政治家、行政書士、静岡県熱海市議会議員（* 1927年）[2]
- 7月1日 - 田村晃祐、日本の仏教学者、東洋大学名誉教授（* 1931年）[3]
- 7月1日 - リチャード・タラスキン、アメリカ合衆国の音楽学者、音楽評論家（* 1945年）[4]
- 7月1日 - スタニスラフ・レオノビッチ、ロシアの元フィギュアスケート選手、1980年レークプラシッドオリンピック旧ソビエト連邦代表（* 1958年）[5]
- 7月1日 - ルイス・アルベルト・ロドリゲス・ロペス＝カジェハ（フランス語版）、キューバの政治家、軍人、実業家、共産党政治局員、大統領顧問、軍事コングロマリット「GAESA」総裁（* 1960年）[6]
- 7月1日 - 柘榴浩樹、日本の地方競馬調教師【埼玉県浦和競馬組合所属】（* 1963年）[7]
- 7月2日 - ミラ・マンゴールド、アメリカ合衆国のスーパーセンテナリアン（* 1907年）[8]
- 7月2日 - レオニード・シュヴァルツマン（英語版）、旧ソビエト連邦出身のベラルーシのアニメーター（* 1920年）[9][10]
- 7月2日 - ピーター・ブルック、イギリスの演出家、演劇プロデューサー、映画監督（* 1925年）[11]
- 7月2日 - ミゲル・エチェコラッツ（英語版）、アルゼンチンの元警察官、元ブエノスアイレス州警察捜査局長（* 1929年）[12]
- 7月2日 - アラン・ド・キャドネ（英語版）、イギリスの元レーシングドライバー（* 1945年）[13]
- 7月2日 - 羅啓鋭（英語版）（アレックス・ロウ）、香港の映画監督（* 1952年）[14]
- 7月2日 - アンディ・ゴラム（英語版）、スコットランドの元サッカー選手、元同国代表（* 1964年）[15]
- 7月2日 - 多田洋祐、日本の実業家、ビズリーチ代表取締役社長（* 1982年）[16]
- 7月3日 - ロバート・カール、アメリカ合衆国の化学者、ノーベル化学賞受賞者（* 1933年）[17]
- 7月3日 - 倪匡、香港の小説家、脚本家（* 1935年）[18]
- 7月3日 - 小柳玲子、日本の詩人（* 1935年）[19]
- 7月3日 - 中井憲治、日本の元検事、弁護士、元東京地検特捜部長（* 1947年?）[20]
- 7月3日 - セルゲイ・ソスノフスキー（ロシア語版）、ロシアの俳優（* 1955年）[21]
- 7月3日 - 朱俐靜（中国語版）、台湾の歌手（* 1981年）[22]
- 7月4日 - 千田一路、日本の俳人（* 1929年）[23]
- 7月4日 - モナ・ハモンド、ジャマイカ出身のイギリスの女優（* 1931年）[24]
- 7月4日 - リチャード・J・バーンスタイン、アメリカ合衆国の哲学者（* 1932年）[25]
- 7月4日 - クラウディオ・ウメス（英語版）、ブラジルのカトリック教会聖職者、枢機卿、元フォルタレザ・サンパウロ大司教、元聖職者省長官（英語版）（* 1934年）[26]
- 7月4日 - 斎藤邦彦、日本の元外交官、元イラン大使・駐米大使、元外務事務次官（* 1937年）[27]
- 7月4日 - アラン・ブレイクリー（英語版）、イギリスのソングライター、作曲家（* 1941年）[28]
- 7月4日 - 山本コウタロー（山本厚太郎）、日本のシンガーソングライター、タレント、白鷗大学名誉教授（* 1948年）[29]
- 7月4日 - 嵐ヨシユキ、日本のドラマー、歌手、音楽プロデューサー、横浜銀蝿メンバー（* 1955年）[30]
- 7月5日 - アルネ・オーマン、スウェーデンの陸上競技選手、1948年ロンドンオリンピック金メダリスト（* 1925年）[31]
- 7月5日 - アルフレート・ケルペン（英語版）、ドイツのオルガニスト、作曲家（* 1926年）[32]
- 7月5日 - 李鎬汪、韓国のウイルス学者、高麗大学校名誉教授（* 1928年）[33]
- 7月5日 - マニー・チャールトン（英語版）、スコットランドのギタリスト、元ナザレスメンバー（* 1941年）[34]
- 7月5日 - レニー・フォン・ドーレン、アメリカ合衆国の俳優（* 1958年）[35]
- 7月5日 - モハマドサヌシ・バーキンド（英語版）、ナイジェリアの政治家、石油輸出国機構事務局長（* 1959年）[36]
- 7月6日 - タマラ・クルチコフ（セルビア語版）、セルビアのスーパーセンテナリアン（* 1912年）[37]
- 7月6日 - 西田武生、日本のファッションデザイナー（* 1922年?）[38]
- 7月6日 - アルナルド・パンビアンコ、イタリアの自転車競技（ロードレース）選手、1961年ジロ・デ・イタリア総合優勝者（* 1935年）[39]
- 7月6日 - ジェームズ・カーン、アメリカ合衆国の俳優（* 1940年）[40]
- 7月6日 - ジェイコブ・ネーナ（英語版）、ミクロネシア連邦の政治家、第4代大統領、コスラエ州知事（* 1941年）[41]
- 7月6日 - 高沢皓司、日本のジャーナリスト（* 1947年）[42]
- 7月6日 - 唐仁原教久、日本のイラストレーター（* 1950年）[43]
- 7月6日 - 小林のり一、日本のボードビリアン、コメディアン（* 1951年）[44]
- 7月6日 - 青柳政司、日本の空手家、プロレスラー、国際空手拳法連盟「誠心会館」館長（* 1956年）[45]
- 7月6日【遺体発見日】 - 高橋和希、日本の漫画家、イラストレーター（* 1961年）[46]
- 7月7日 - 朝尾直弘、日本の歴史学者、京都大学名誉教授（* 1931年）[47]
- 7月7日 - アダム・ウェイド（英語版）、アメリカ合衆国の歌手、テレビ番組司会者（* 1935年）[48]
- 7月7日 - 長嶺豊、日本の元競艇選手（* 1943年）[49]
- 7月7日 - 石谷寛、日本の応用数学者、三重大学名誉教授（* 1947年?）[50]
- 7月8日 - ルイス・エチェベリア、メキシコの政治家、第50代大統領（* 1922年）[51]
- 7月8日 - ラリー・ストーチ、アメリカ合衆国のテレビ俳優、映画俳優、コメディアン、声優（* 1923年）[52]
- 7月8日 - 西林昭一、日本の中国書学者、跡見学園女子大学名誉教授（* 1932年）[53]
- 7月8日 - 夏目義雄、日本の音楽家（* 1934年）[54]
- 7月8日 - トニー・シリコ、アメリカ合衆国の俳優（* 1942年）[55]
- 7月8日 - ジョゼ・エドゥアルド・ドス・サントス、アンゴラの政治家、第2代大統領（* 1942年）[56]
- 7月8日 - アダム・カーン（英語版）、バングラデシュの作曲家、音楽監督（* 1943年）[57]
- 7月8日 - グレゴリー・イッツェン、アメリカ合衆国の俳優（* 1948年）[58]
- 7月8日 - 安倍晋三、日本の政治家、自由民主党所属の衆議院議員、第90・96 - 98代内閣総理大臣、第72代内閣官房長官、第21・25代自由民主党総裁、第41代自由民主党幹事長（* 1954年）[59]
- 7月8日 - 長谷川顯、日本のバス歌手（* 1957年）[60]
- 7月9日 - L・Q・ジョーンズ、アメリカ合衆国の俳優（* 1927年）[61]
- 7月9日 - ヴィム・クイスト（オランダ語版）、オランダの建築家（* 1930年）[62]
- 7月9日 - アン・シュルギン、アメリカ合衆国の作家、アレクサンダー・シュルギン夫人（* 1931年）[63]
- 7月9日 - 嶋田親一、日本のテレビプロデューサー（* 1931年）[64]
- 7月9日 - トミー・ジェイコブス、アメリカ合衆国のプロゴルファー（* 1935年）[65]
- 7月9日 - バーバラ・トンプソン、イングランドのジャズ・サクソフォーン奏者（* 1944年）[66]
- 7月10日 - マルセル・レミ（英語版）、スイスの登山家、ロッククライマー（* 1923年）[67]
- 7月10日 - 平山忠夫、日本の作詞家（* 1928年）[68]
- 7月10日 - 正田宏二、日本の実業家、正田醤油元社長・相談役（* 1929年）[69]
- 7月10日 - 藤井裕久、日本の政治家、元大蔵官僚、元参議院議員・衆議院議員【自由民主党・新生党・新進党・自由党・民主党所属】、第98 - 99代大蔵大臣、第12代財務大臣、第5代民主党幹事長（* 1932年）[70]
- 7月10日 - 仲川利久、日本のテレビプロデューサー、元朝日放送プロデューサー（* 1934年）[71]
- 7月10日 - 岸一郎、日本の銀行家、元徳島銀行（現徳島大正銀行）頭取（* 1935年）[72]
- 7月10日 - 山下惣一、日本の農民作家（* 1936年）[73]
- 7月10日 - フアン・ロカ・ブルネット（英語版）、キューバのバスケットボール選手、1972年ミュンヘンオリンピック銅メダリスト（* 1950年）[74]
- 7月10日 - アンドリュー・ボール（英語版）、イギリスのピアニスト（* 1950年）[75]
- 7月11日 - モンティ・ノーマン、イギリスの作曲家（* 1928年）[76]
- 7月11日 - 笹村二朗、日本の実業家、トカプチアイヌ協会代表、元北海道ウタリ協会理事長、元アイヌ文化振興・研究推進機構副理事長、元北海道帯広市議会議員（* 1934年）[77]
- 7月11日 - ダッキー・スコーフィールド（英語版）、アメリカ合衆国のプロ野球選手【セントルイス・カージナルスなどに所属】（* 1935年）[78]
- 7月11日 - 岡部昭彦、日本の実業家、グローセル社長（* 1956年?）[79]
- 7月11日 - 中丸シオン、日本の女優（* 1983年）[80]
- 7月11日 - アルチョム・ナズブリン、ロシアの軍人、海軍少将、第22軍団参謀長（* 生年不明）[81]
- 7月12日 - 石川忠久、日本の中国文学者、二松学舎大学元学長・名誉教授（* 1932年）[82]
- 7月12日 - ヤン・ヴィン（オランダ語版）、オランダのピアニスト、教育者（* 1934年）[83]
- 7月12日 - 土屋元、日本の政治家、千葉県勝浦市長（* 1949年）[84]
- 7月12日 - 増木重夫、日本の政治活動家（* 1952年）[85]
- 7月12日 - ブラムウェル・トーヴェイ（英語版）、イギリスの指揮者、作曲家（* 1953年）[86]
- 7月13日 - シャルロット・ヴァランドレイ（英語版）、フランスの女優、作家（* 1968年）[87]
- 7月14日 - フランシスコ・モラレス・ベルムデス（スペイン語版）、ペルーの軍人、政治家、同国元大統領（* 1921年）[88]
- 7月14日 - エウジェニオ・スカルファリ（英語版）、イタリアのジャーナリスト、編集者、政治家、元代議員議員、ラ・レプッブリカ共同創立者（* 1924年）[89]
- 7月14日 - 興地斐男、日本の理論物理学者、大阪大学名誉教授（* 1934年）[90]
- 7月14日 - 高橋征郎、日本の俳優（* 1938年）[91]
- 7月14日 - ウィリアム・ハート、アメリカ合衆国のフィラデルフィア・ソウルボーカルグループ「デルフォニックス」メンバー（* 1945年）[92]
- 7月14日 - 和宇慶朝健、日本の版画家、沖縄県立芸術大学名誉教授（* 1945年）[93]
- 7月14日 - イヴァナ・トランプ、チェコスロバキア出身・アメリカ合衆国の実業家、元ファッションモデル、ドナルド・トランプ第45代大統領の元妻（* 1949年）[94]
- 7月15日 - アンドレ・ボエト、フランスのスーパーセンテナリアン（* 1910年）[95]
- 7月15日 - ルイス・ガスタン・デ・オルレアンス・イ・ブラガンサ、ブラジルの貴族、ヴァソウラス系ブラジル帝位請求者、ブラジル皇帝家家長（* 1938年）[96]
- 7月15日 - 土屋公三、日本の実業家、土屋ホールディングス創業者・会長（* 1941年）[97]
- 7月15日 - 金昌国、韓国のフルート奏者、指揮者、東京芸術大学名誉教授（* 1942年）[98][99]
- 7月15日 - ゲオルギー・ヤルツェフ、ロシアのサッカー選手、元同国代表（* 1948年）[100]
- 7月15日 - 三木博計、日本の実業家、ジェフユナイテッド市原・千葉元社長（* 1949年）[101]
- 7月15日 - ポール・ライダー（英語版）、イングランドのベーシスト、ロックバンド「ハッピー・マンデーズ」メンバー（* 1964年）[102]

## 16日 - 31日

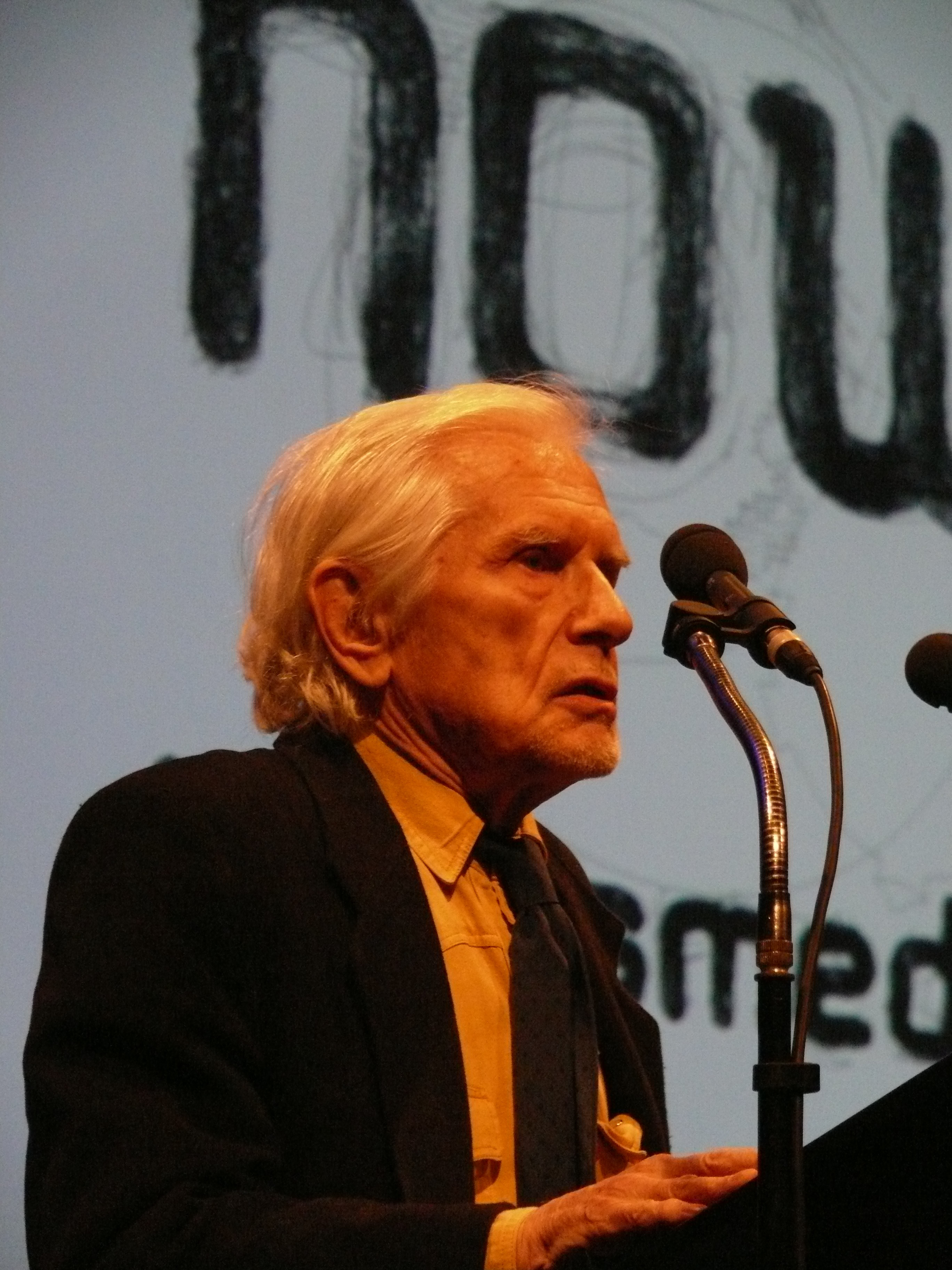
ヘルベルト・W・フランケ／7月16日没

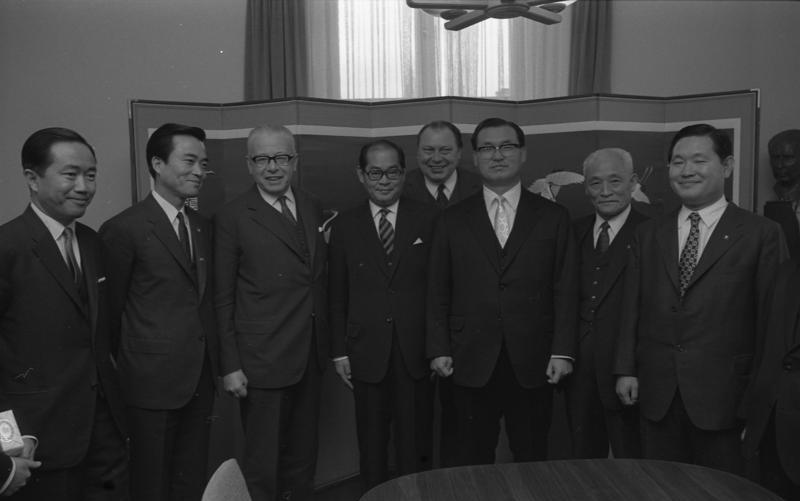
張坰淳（左から4番目）／7月18日没

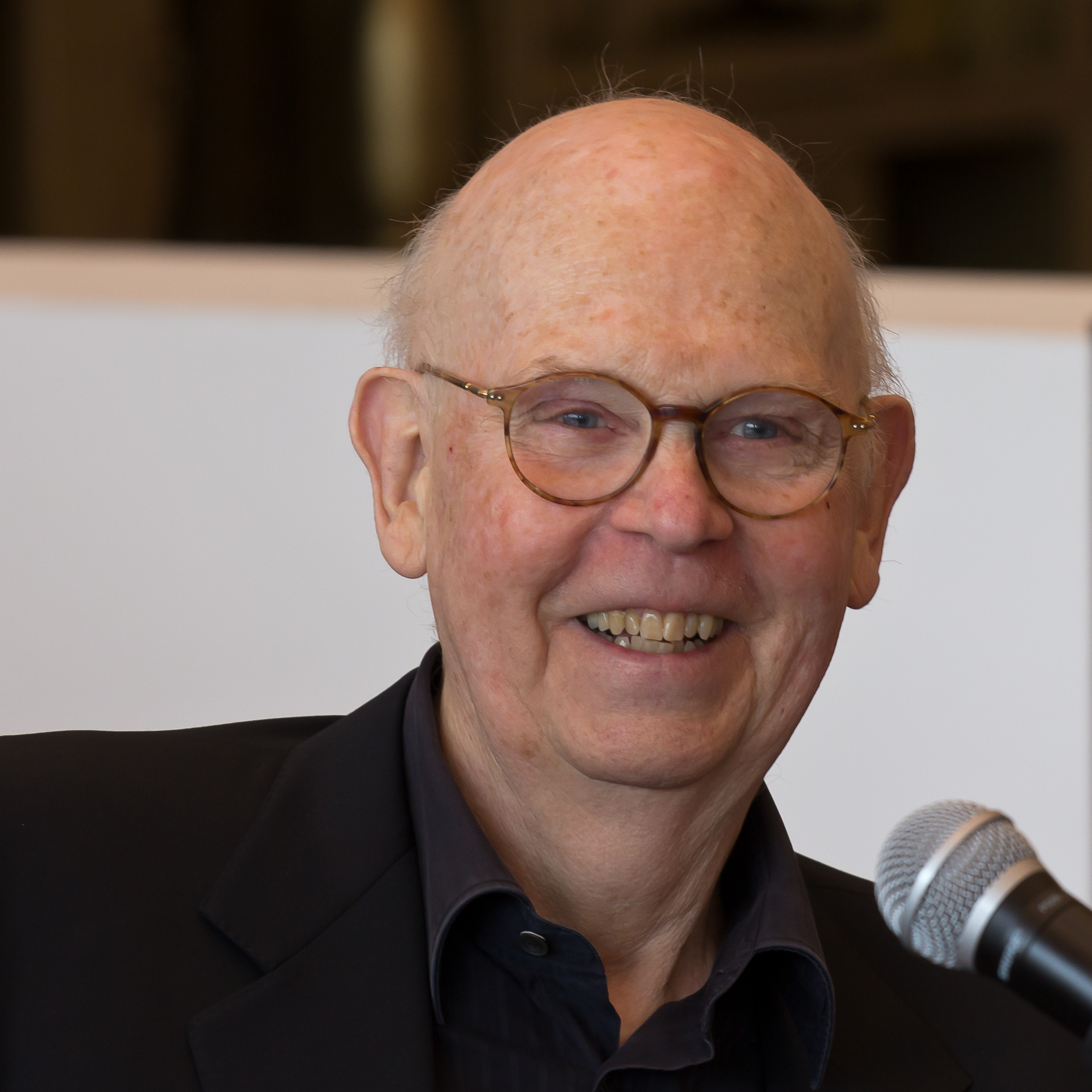
クレス・オルデンバーグ／7月18日没

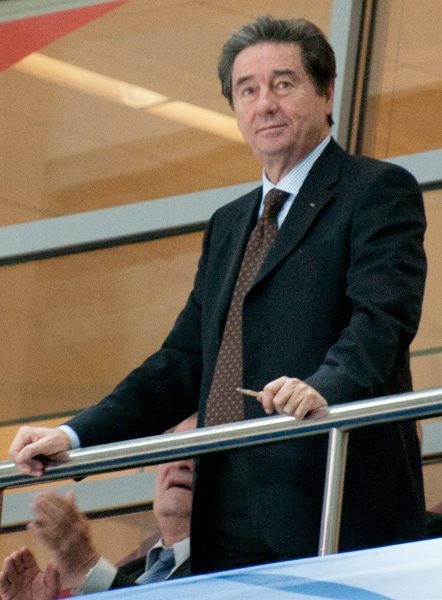
オッタビオ・チンクアンタ／7月18日没

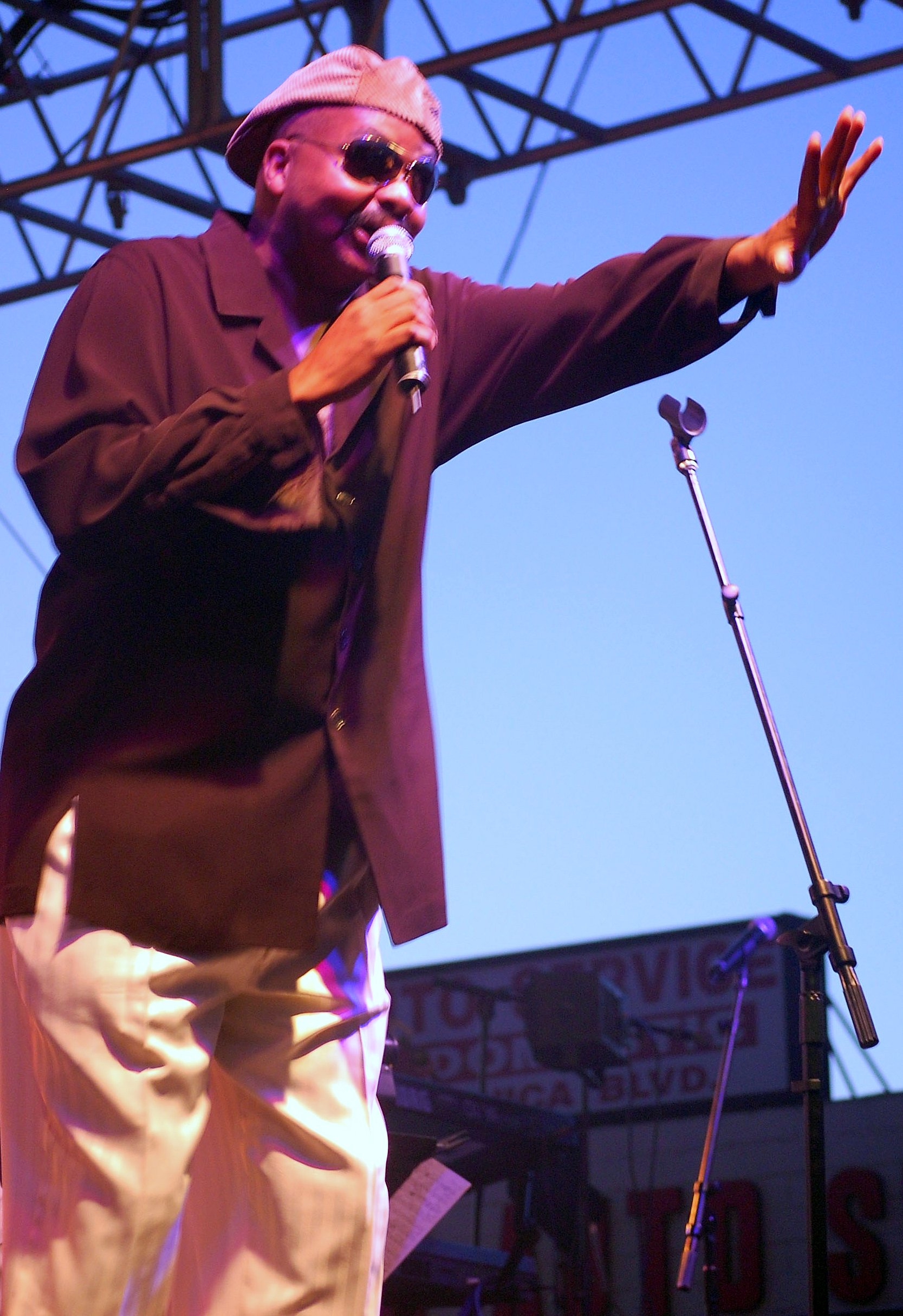
マイケル・ヘンダーソン／7月19日没

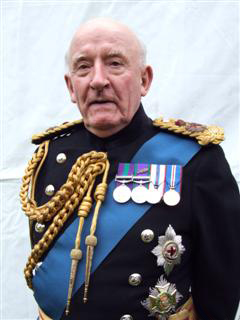
ピーター・イング／7月20日没

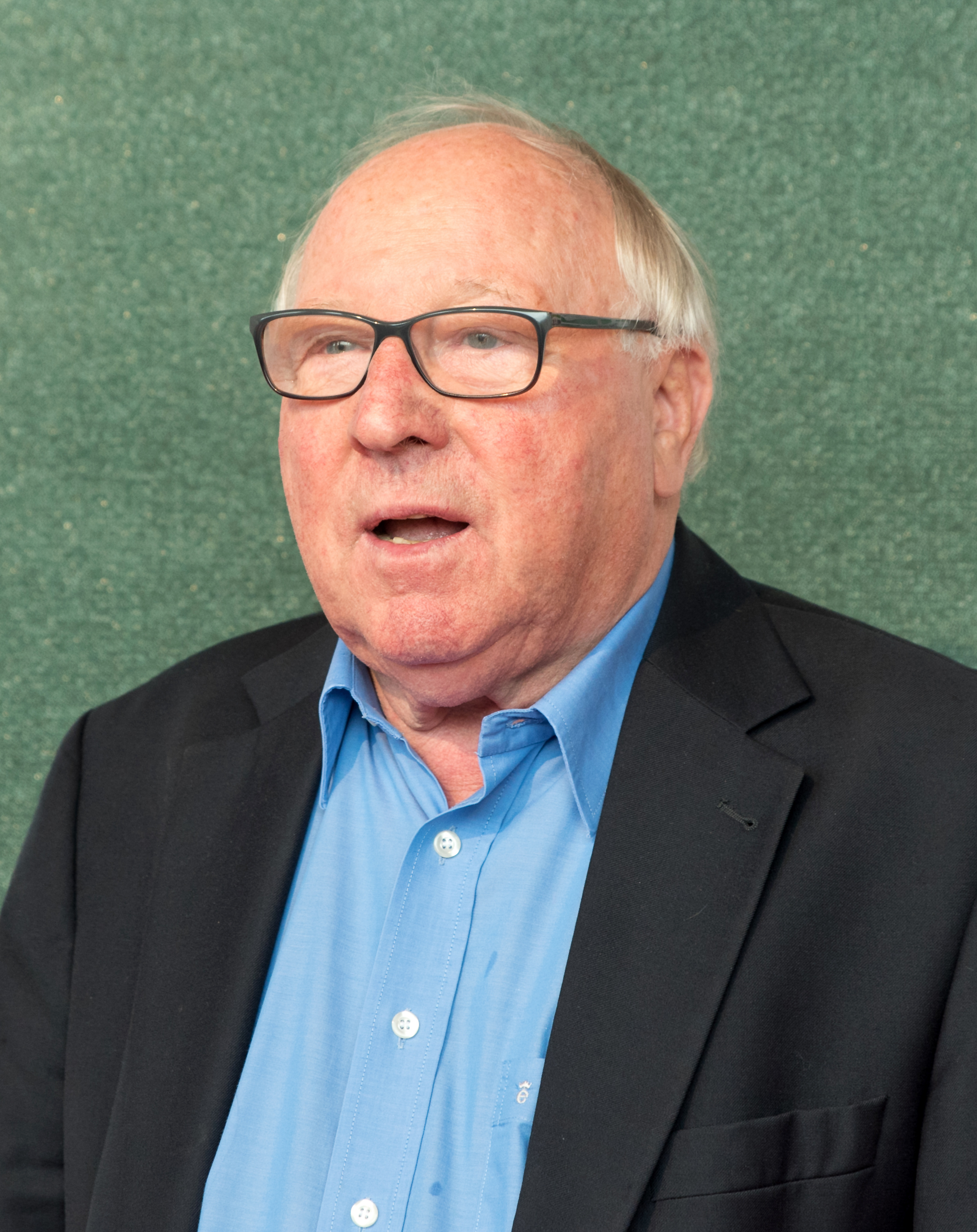
ウーヴェ・ゼーラー／7月21日没

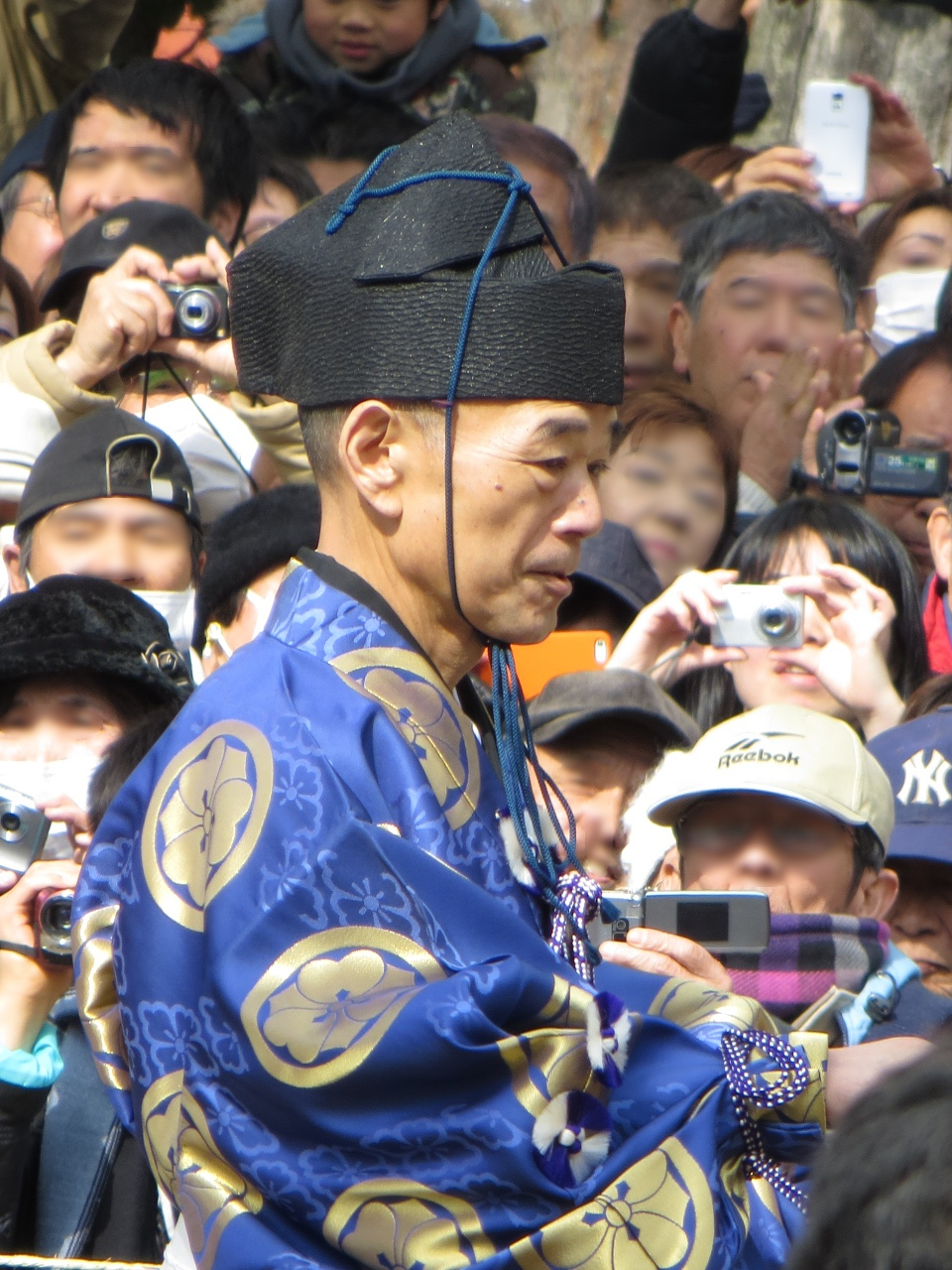
37代木村庄之助／7月22日没

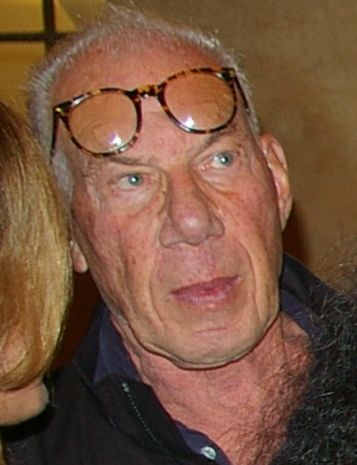
ボブ・ラフェルソン／7月23日没

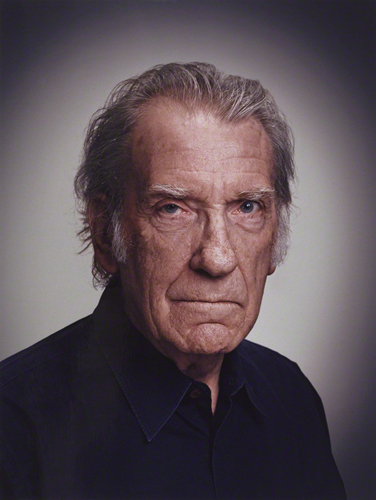
デビッド・ワーナー／7月24日没

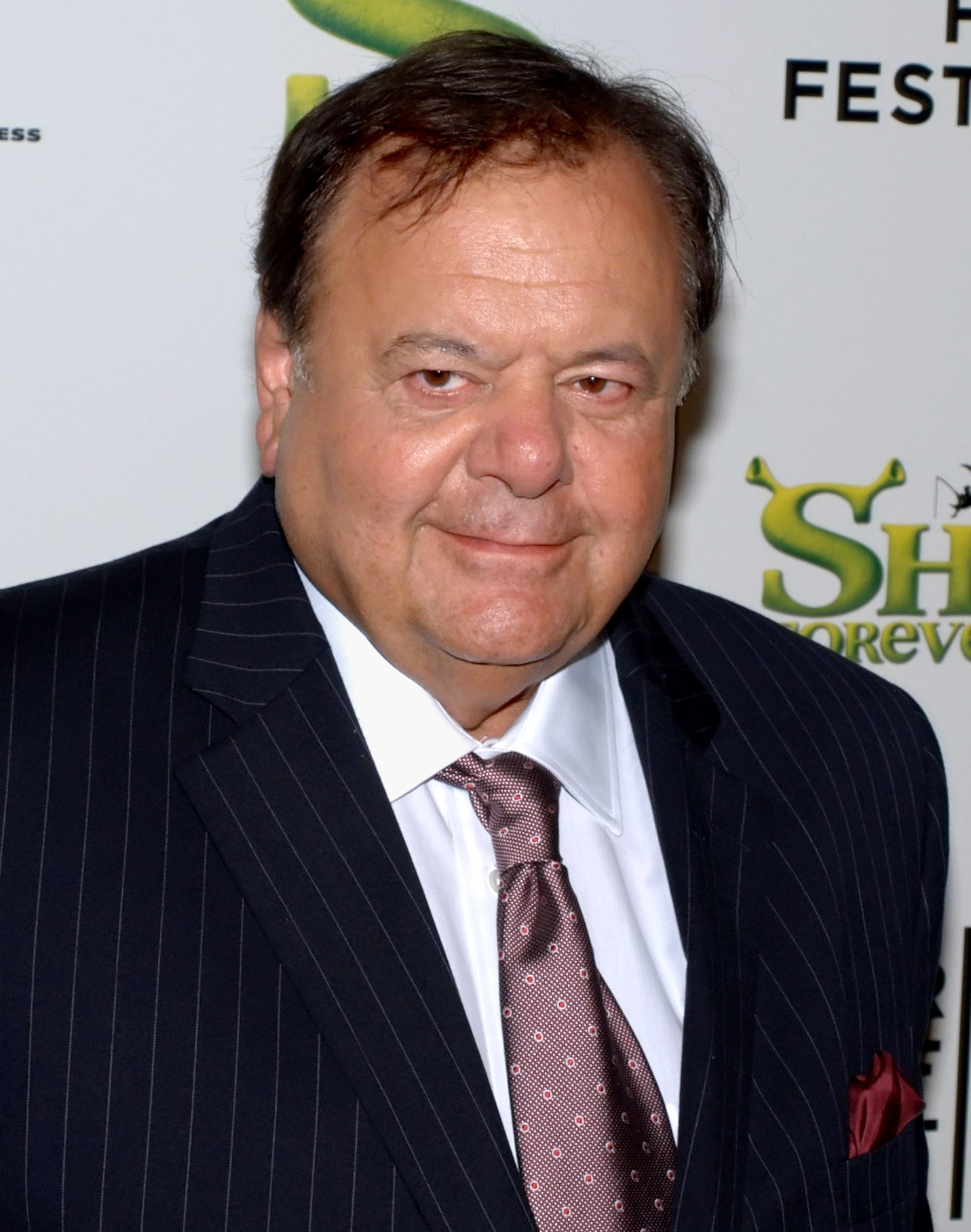
ポール・ソルヴィノ／7月25日没

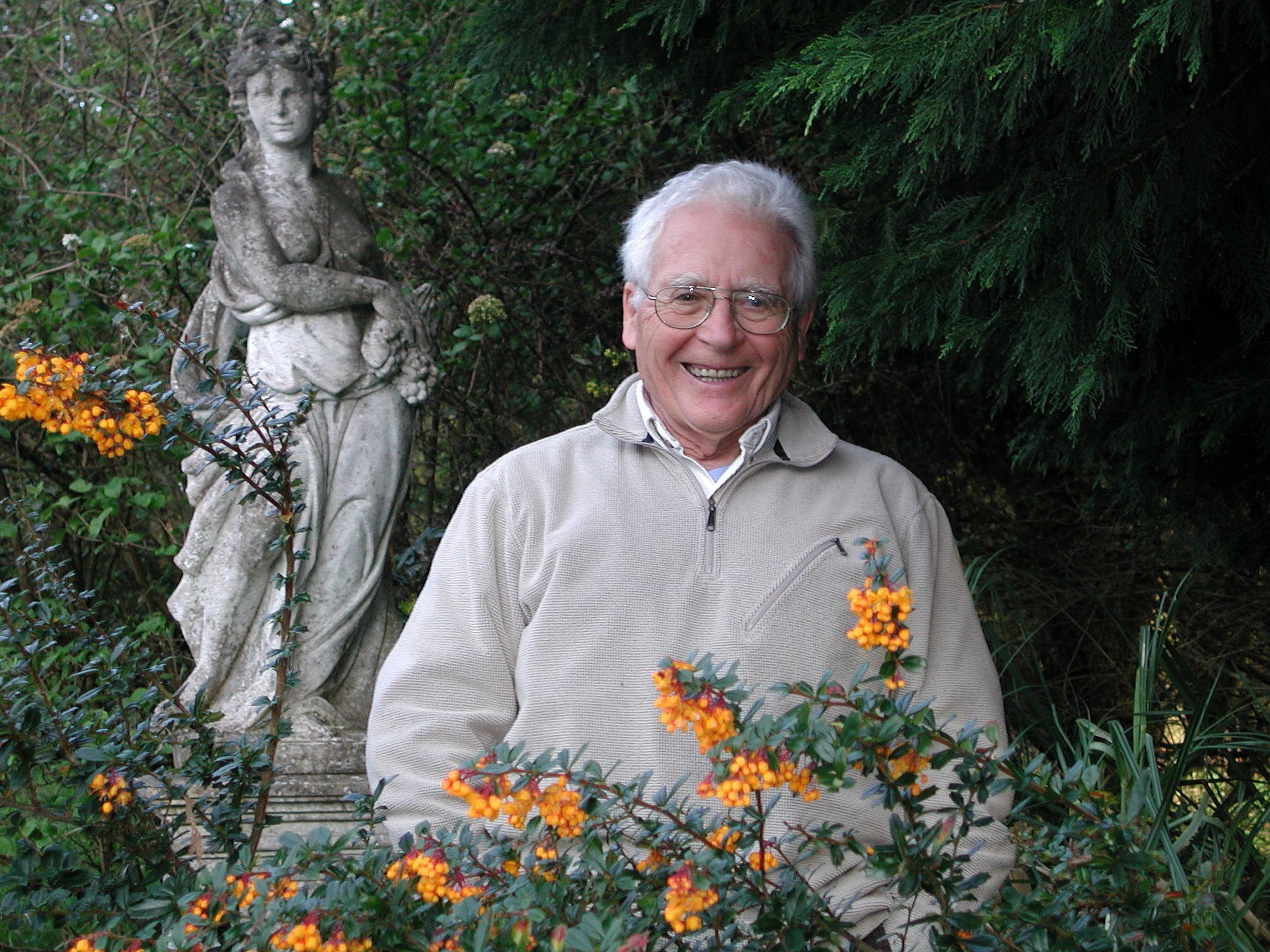
ジェームズ・ラブロック／7月26日没

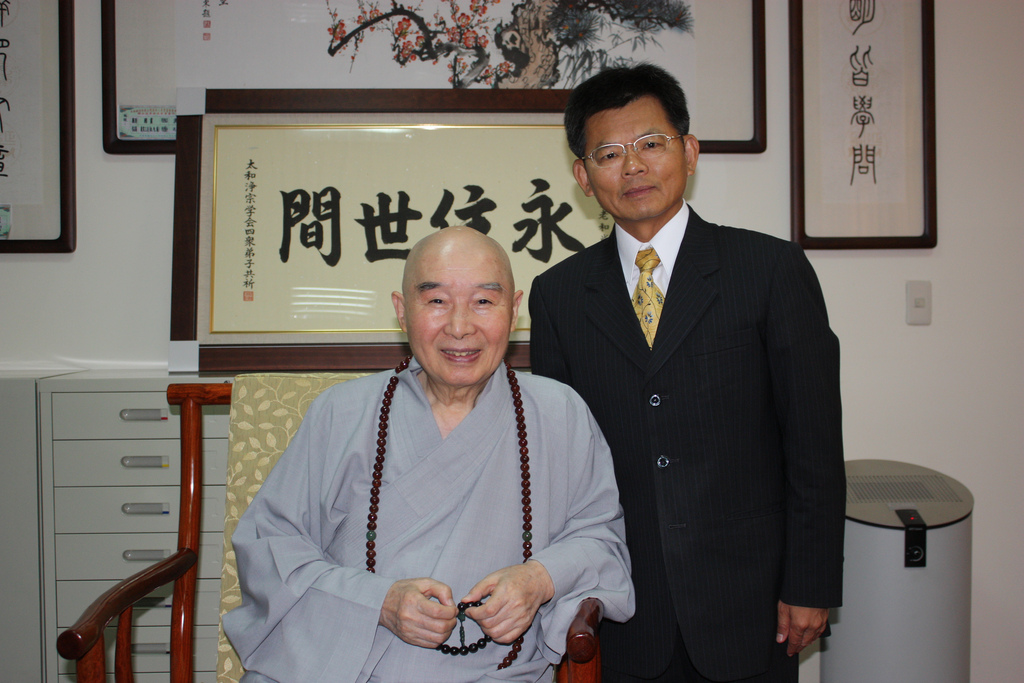
浄空法師（左）／7月26日没

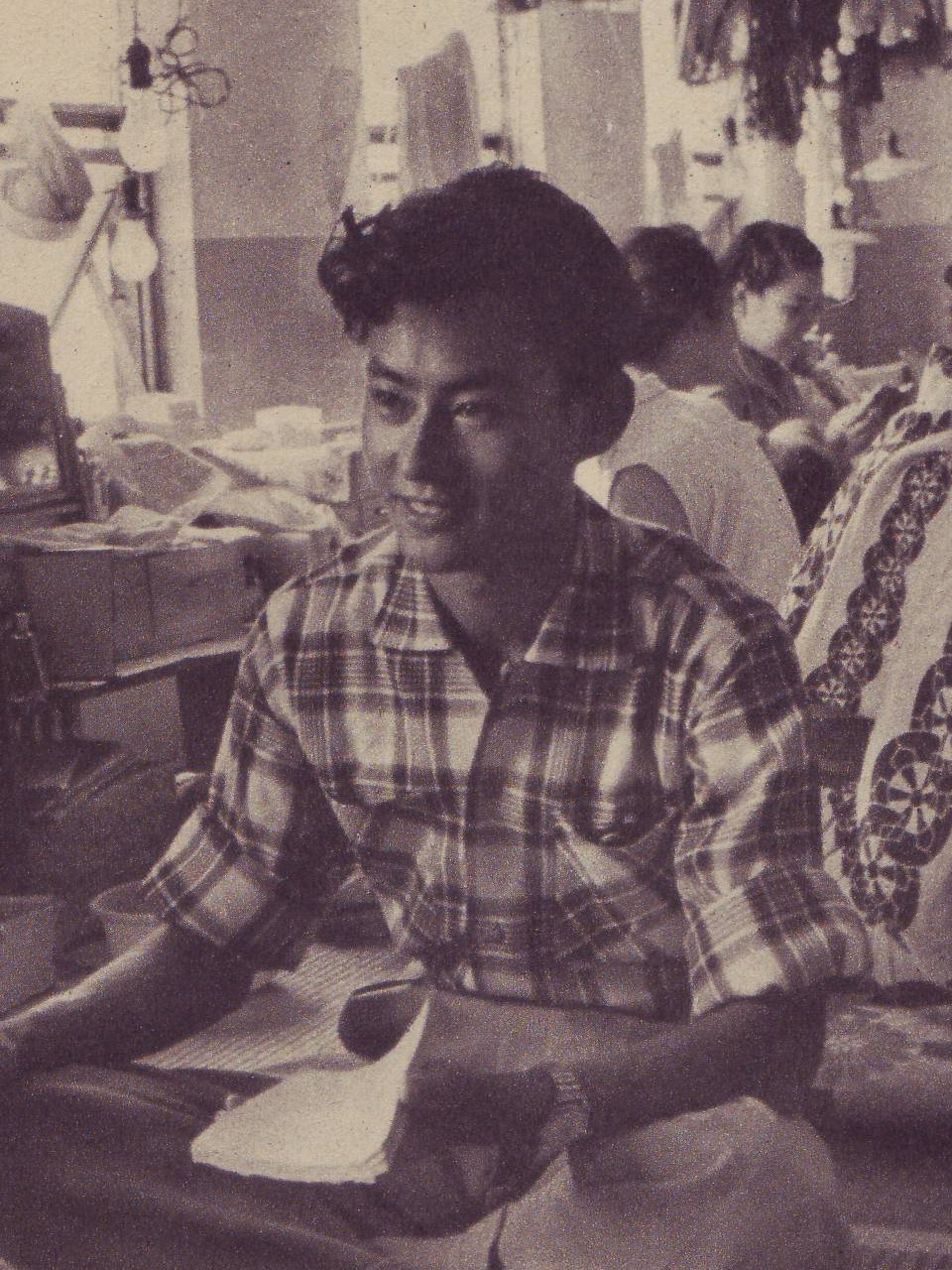
石濱朗／7月26日没

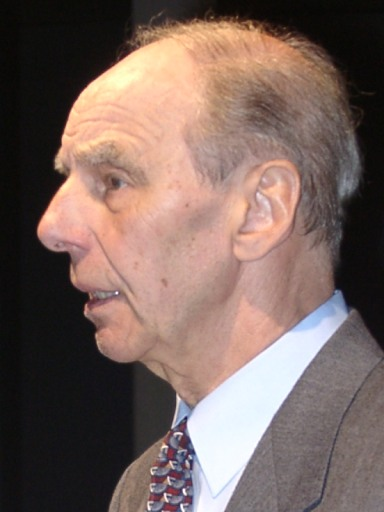
ユリス・ハルトマニス／7月29日没

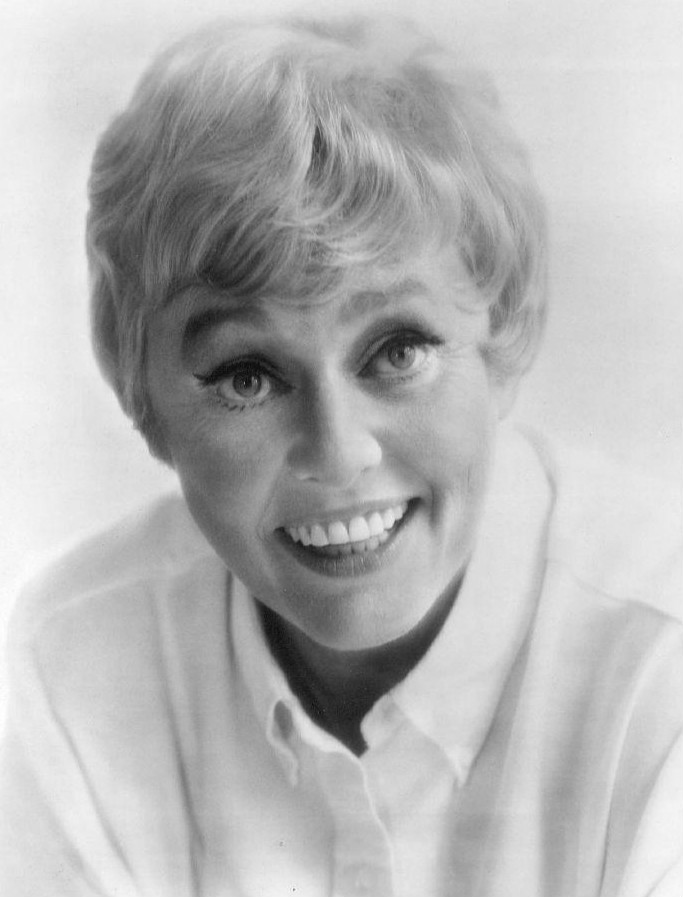
パット・キャロル／7月30日没

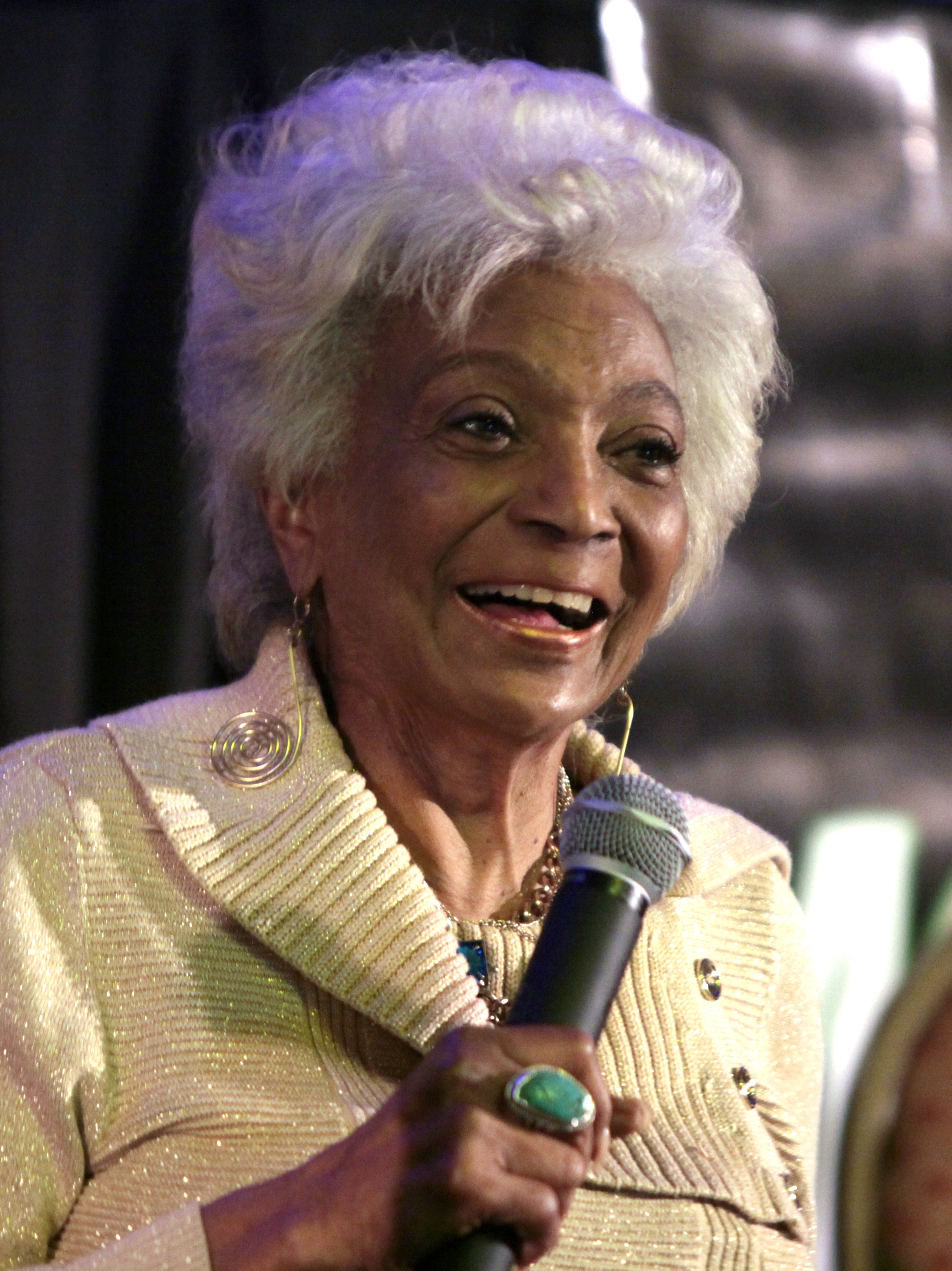
ニシェル・ニコルズ／7月30日没

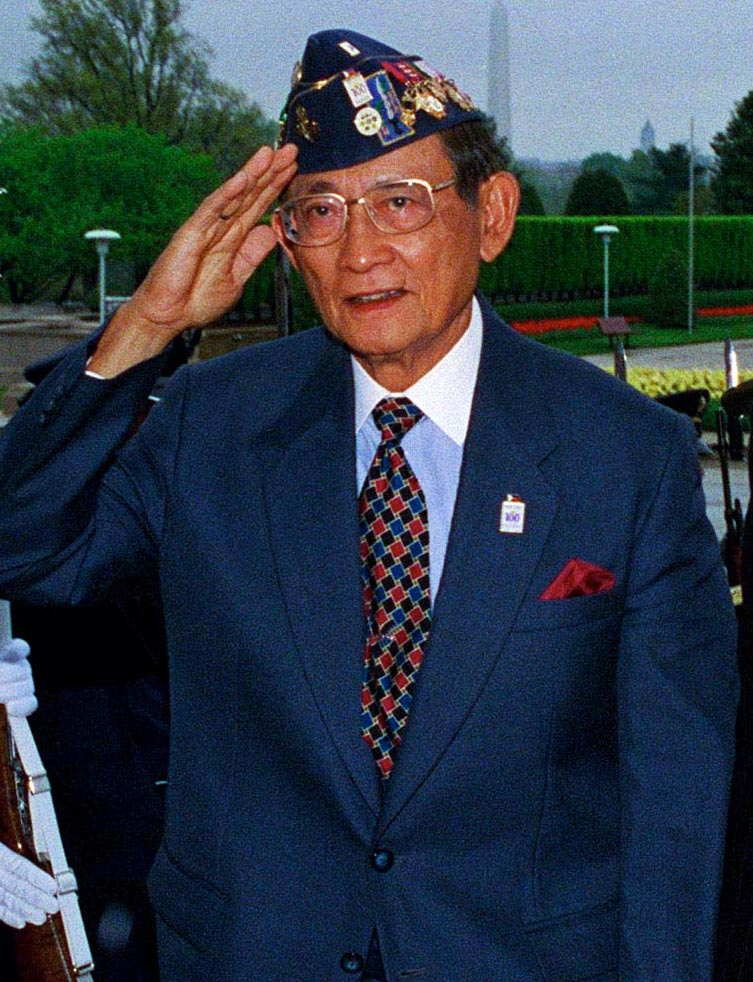
フィデル・ラモス／7月31日没

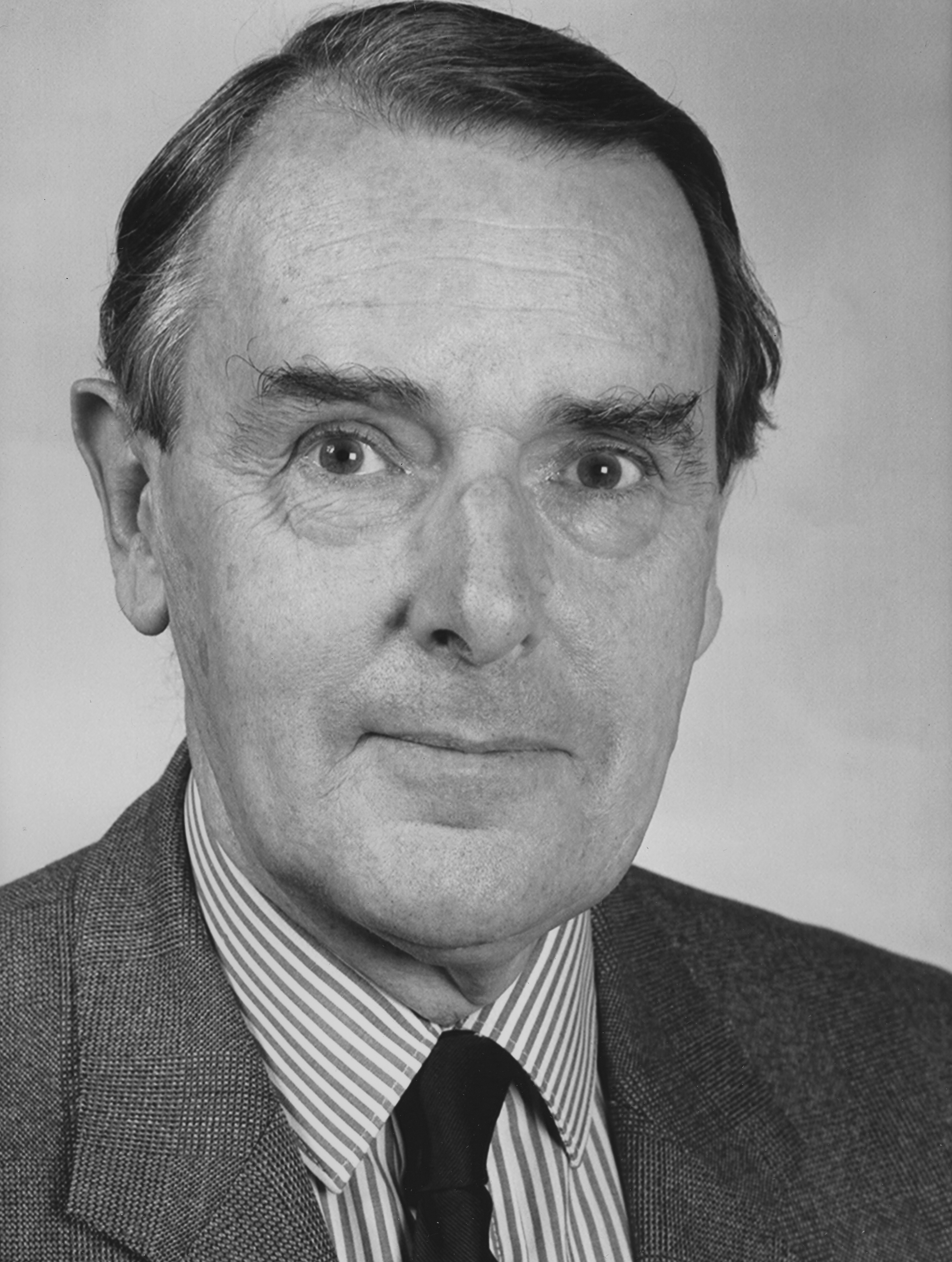
イアン・ニッシュ／7月31日没

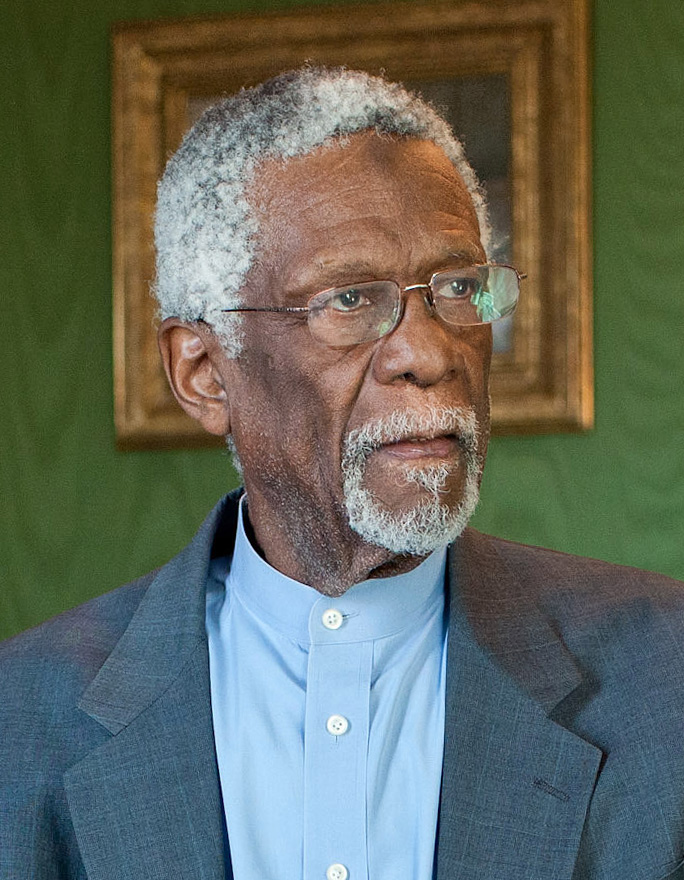
ビル・ラッセル／7月31日没

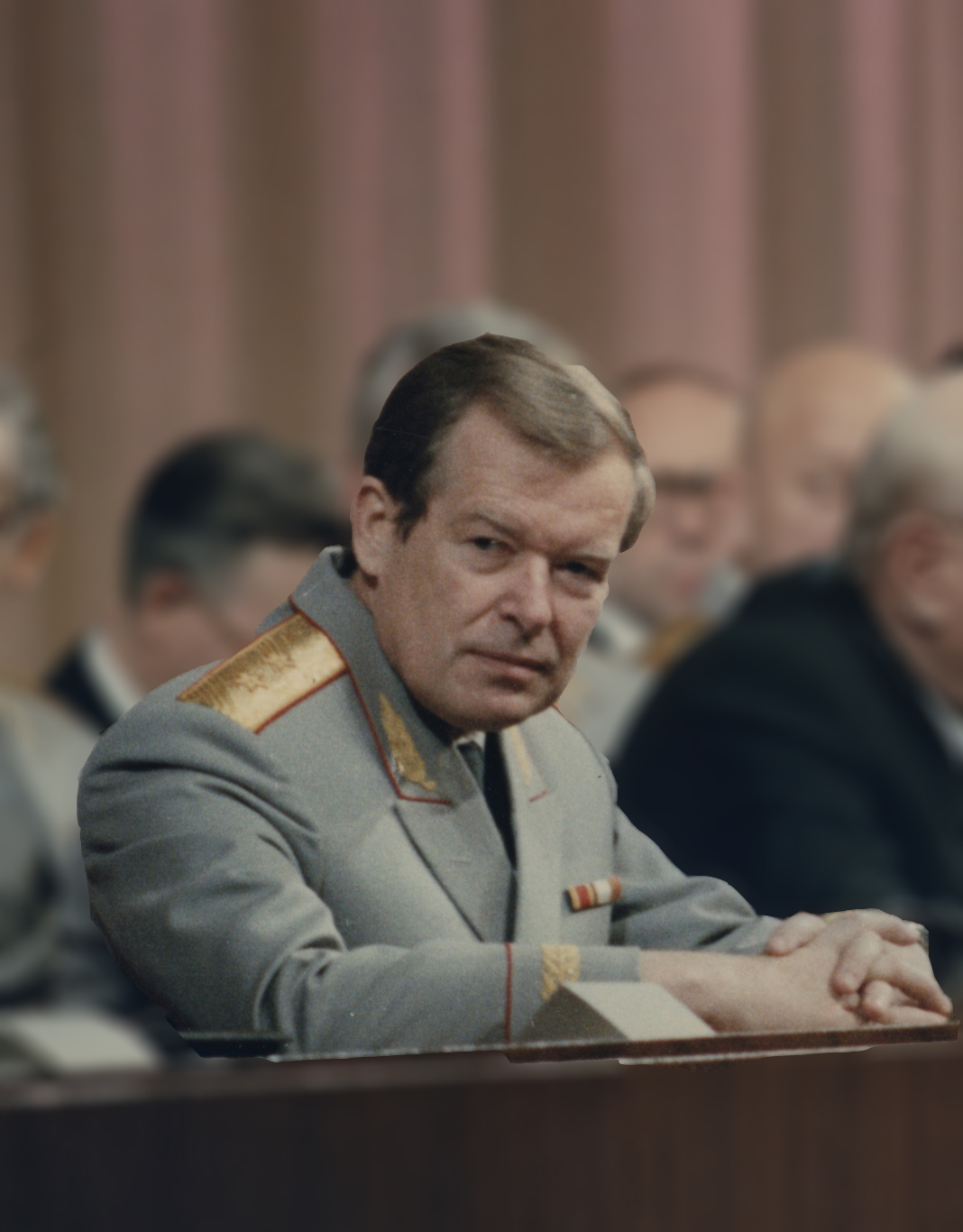
ワジム・バカーチン／7月31日没

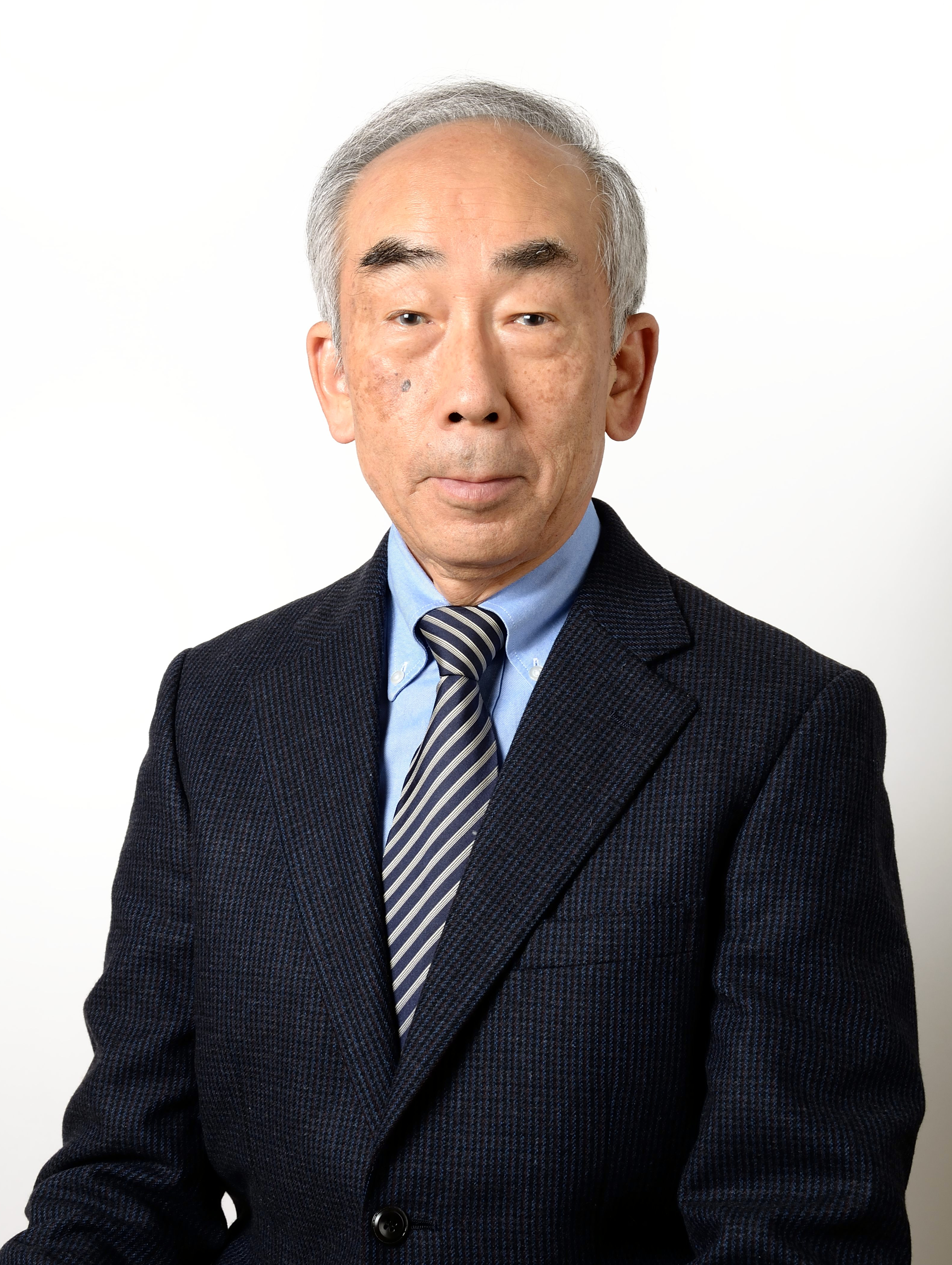
古井貞熙／7月31日没

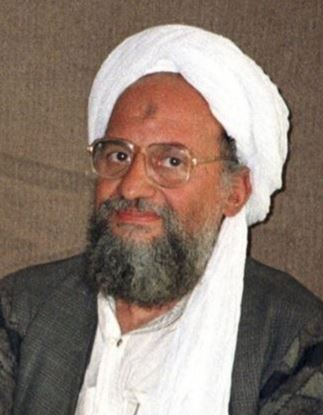
アイマン・ザワーヒリー／7月31日没

- 7月16日 - ジョセフィン・オルマン、ドイツのスーパーセンテナリアン（* 1908年）[103]
- 7月16日 - ヘルベルト・W・フランケ、オーストリアのSF作家（* 1927年）[104]
- 7月16日 - 吉岡利固、日本の実業家、新日本海新聞社社主（* 1928年）[105]
- 7月16日 - 三本和彦、日本のモータージャーナリスト（* 1931年）[106]
- 7月16日 - 川嶋優、日本の教育者、学習院大学元初等科長・名誉教授（* 1932年）[107]
- 7月16日 - 2代目若乃花幹士、日本の元大相撲力士【第56代横綱】、年寄18代間垣（* 1953年）[108]
- 7月17日 - 近藤信行、日本の文芸評論家（* 1931年）[109]
- 7月17日 - 久保山誠、日本の元プロ野球選手【西鉄ライオンズ、阪急ブレーブス 所属】、社会人野球監督、元電気化学工業野球部監督（* 1934年）[110]
- 7月17日 - 楊福家（中国語版）、中華人民共和国の核物理学者、復旦大学元学長、ノッティンガム大学元学長（* 1936年）[111]
- 7月17日 - エリック・フリント（英語版）、アメリカ合衆国の作家、編集者（* 1947年）[112]
- 7月17日 - ヘクター・トリコッシュ（英語版）、プエルトリコのサルサシンガーソングライター（* 1955年）[113]
- 7月18日 - アストリッド・クヴィースト（フィンランド語版）、フィンランドのスーパーセンテナリアン（* 1912年）[114]
- 7月18日 - ヴィンセント・デローザ（英語版）、アメリカ合衆国のホルン奏者（* 1920年）[115]
- 7月18日 - 張坰淳、韓国の政治家、第6・7・8・9・10代韓国国会議員、第6・7・8代国会副議長、元農林部長官 （* 1922年）[116]
- 7月18日 - クレス・オルデンバーグ、スウェーデン出身のアメリカ合衆国の彫刻家（* 1929年）[117]
- 7月18日 - 松本明、日本のテレビディレクター、プロデューサー、小説家（* 1934年）[118]
- 7月18日 - オッタビオ・チンクアンタ、イタリアの元スピードスケート選手、国際オリンピック委員会委員、元国際スケート連盟会長（* 1938年）[119]
- 7月18日 - ダニ（英語版）、フランスの女優、歌手（* 1944年）[120]
- 7月18日 - 西東清明、日本の映画編集技師（* 1941年）[121]
- 7月19日 - 金城重明、日本の元牧師、平和運動家、沖縄キリスト教短期大学元学長・名誉教授（* 1929年）[122]
- 7月19日 - マイケル・ヘンダーソン、アメリカ合衆国のフュージョンベーシスト、R&Bシンガー（* 1951年）[123]
- 7月19日 - 住吉朝男、日本の地方競馬調教師【兵庫県競馬組合所属】（* 1956年）[124]
- 7月19日 - チャールズ・ジョンソン（英語版）、アメリカ合衆国の元アメリカンフットボール選手【ピッツバーグ・スティーラーズ、ニューイングランド・ペイトリオッツなどに所属】（* 1972年）[125]
- 7月19日 - 佐藤陽子、日本のヴァイオリニスト、声楽家、エッセイスト（* 1949年）[126]
- 7月20日 - アリス・アーノンクール（英語版）、オーストリアのヴァイオリニスト（* 1930年）[127]
- 7月20日 - 松岡文雄、日本の声優、舞台俳優（* 1933年）[128]
- 7月20日 - ピーター・イング、イギリスの陸軍軍人、一代貴族、政治家（* 1935年）[129]
- 7月20日 - ハンス・ヨアヒム・ヘスポス、ドイツの作曲家（* 1938年）[130]
- 7月20日 - 春公明、日本の実業家、トーイン会長（* 1953年）[131]
- 7月21日 - 永井三明、日本の西洋史研究者、同志社大学名誉教授（* 1924年）[132]
- 7月21日 - 大塚初重、日本の考古学者、明治大学名誉教授（* 1926年）[133]
- 7月21日 - パディ・ホプカーク（英語版）、イギリスの元ラリーレーシングドライバー（* 1926年）[134]
- 7月21日 - 岡崎和郎、日本の彫刻家（* 1930年）[135]
- 7月21日 - ウーヴェ・ゼーラー、ドイツの元サッカー選手・球団幹部、元西ドイツ代表、元ハンブルガーSV会長（* 1936年）[136]
- 7月21日 - 森田長吉、日本の実業家、もち吉社長（* 1939年?）[137]
- 7月21日 - トーリン・ブラック（英語版）、アメリカ合衆国の俳優（* 1940年）[138]
- 7月21日 - 足高圭亮、日本のプロ野球経営者、元大阪近鉄バファローズ球団代表（* 1952年）[139]
- 7月21日 - ションカ・デュクレ、アメリカ合衆国のゴスペルシンガー、女優（* 1977年）[140]
- 7月21日 - 福田雄也、日本の俳優、タレント（* 1990年）[141]
- 7月22日 - エミリー・ベネス・ブレジンスキー（英語版）、スイス出身のアメリカ合衆国の彫刻家、ズビグネフ・ブレジンスキー夫人（* 1932年）[142]
- 7月22日 - 村上豊、日本の画家（* 1936年）[143]
- 7月22日 - 本田良一、日本の政治家、元参議院議員【日本社会党・社会民主党・旧民主党・民主党・みんなの党・自由民主党所属】（* 1940年）[144]
- 7月22日 - 宗正孝、日本のイエズス会神父、日本倫理思想史学者、上智大学名誉教授（* 1940年?）[145]
- 7月22日 - デイヴィッド・ムーアズ（英語版）、イギリスの実業家、サッカー球団経営者、元リヴァプールFC会長（* 1946年）[146]
- 7月22日 - カーラ・カッソーラ、イタリアの女優、声優、作曲家（* 1947年）[147]
- 7月22日 - ステファン・ゾルテス、ハンガリー出身のオーストリアの指揮者（* 1949年）[148]
- 7月22日 - 37代木村庄之助、日本の大相撲立行司（* 1950年）[149]
- 7月22日 - ドワイト・スミス、アメリカ合衆国のプロ野球選手【シカゴ・カブス、アトランタ・ブレーブスなどに所属】（* 1963年）[150]
- 7月22日 - 大熊謙一、日本のゲーム音楽作曲家（* 1966年）[151]
- 7月23日 - ビサデイ・ラジャニ（英語版）、タイの王族（* 1922年）[152]
- 7月23日 - 枇杷阪明、日本のアナウンサー、元ニッポン放送アナウンサー（* 1932年）[153]
- 7月23日 - ボブ・ラフェルソン、アメリカ合衆国の映画監督、脚本家（* 1933年）[154]
- 7月23日 - 三善英毅、日本のアナウンサー、RKB毎日放送ニュースキャスター（* 1936年）[155]
- 7月23日 - チョーミンユ（英語版）、ミャンマーの作家、政治活動家（* 1969年）[156]
- 7月23日 - ピョーゼヤトー（英語版）、ミャンマーのヒップホップシンガー、政治家（* 1981年）[156]
- 7月23日 - DUBU、韓国の漫画家（* 1985年?）[157]
- 7月24日 - ロッテ・イングリッシュ（英語版）、オーストラリアの作家、劇作家（* 1930年）[158]
- 7月24日 - ヤニナ・アルトマン（英語版）、ポーランドとイスラエルの化学者、ホロコースト生存者（* 1931年）[159]
- 7月24日 - 長島孝一、日本の建築家（* 1936年）[160]
- 7月24日 - デビッド・ワーナー、イギリスの俳優（* 1941年）[161]
- 7月24日 - ヴィットリオ・デ・スカルジ（イタリア語版）、イタリアの歌手、作曲家（* 1949年）[162]
- 7月24日 - ボブ・ヒースコート（英語版）、アメリカ合衆国のベーシスト、写真家、元スイサイダル・テンデンシーズメンバー（* 1964年）[163]
- 7月25日 - イリナ・イオネスコ、フランスの写真家（* 1930年）[164]
- 7月25日 - 和田繁明、日本の実業家、ミレニアムリテイリング元会長（* 1934年）[165]
- 7月25日 - 小川隆吉、日本のアイヌ民族運動家、アイヌ民族共有財産裁判原告団長（* 1935年）[166]
- 7月25日 - ポール・ソルヴィノ、アメリカ合衆国の俳優（* 1939年）[167]
- 7月25日 - ジェニファー・バートレット（英語版）、アメリカ合衆国の芸術家（* 1939年）[168]
- 7月25日 - デヴィッド・トリンブル、北アイルランドの政治家、初代北アイルランド自治政府首相、元アルスター統一党党首、イギリス貴族院一代貴族（* 1944年）[169]
- 7月25日 - 島田陽子、日本の女優（* 1953年）[170]
- 7月25日 - タチアナ・モスクビナ（ロシア語版）、ロシアのコラムニスト、小説家、女優、ジャーナリスト、映画評論家（* 1958年）[171]
- 7月25日 - ブリジット・ナミオカ（英語版）、アメリカ合衆国の元フィギュアスケート選手（* 1990年）[172]
- 7月26日 - ジェームズ・ラブロック、イギリスの科学者、環境運動家、未来学者、ガイア理論提唱者（* 1919年）[173]
- 7月26日 - 浄空法師、中国の僧侶（* 1927年）[174]
- 7月26日 - 吉野良彦、日本の大蔵官僚、元大蔵事務次官（* 1930年）[175]
- 7月26日 - ウーリー・オルレブ、ポーランド出身のイスラエルの児童文学作家（* 1931年）[176]
- 7月26日 - 一力健、日本の実業家、元電通国際情報サービス社長（* 1932年）[177]
- 7月26日 - 鈴木敬彦、日本の実業家、元遠州鉄道社長（* 1934年）[178]
- 7月26日 - 石濱朗、日本の俳優（* 1935年）[179]
- 7月26日 - ブランコ・クヴェジッチ（英語版）、セルビアの俳優（* 1946年）[180]
- 7月26日 - アンヌ＝マリ・ギャラ（英語版）、フランスの作家（* 1946年）[181]
- 7月26日 - オレクサンドル・ククルバ、ウクライナの軍人、空軍少佐、ウクライナ空軍第299戦術航空旅団の主任、諜報部長、ウクライナ英雄（* 1994年）[182]
- 7月27日 - バーナード・クリビンス（英語版）、イギリスの俳優、歌手（* 1928年）[183]
- 7月27日 - エリザヴェータ・デメンティエワ（英語版）、ロシアの元カヌースプリント選手、1956年メルボルンオリンピック女子K-1 500m金メダリスト（* 1928年）[184]
- 7月27日 - メアリー・アリス（英語版）、アメリカ合衆国の女優（* 1936年）[185]
- 7月27日 - 宮崎集、日本のトライアスロン選手（* 1996年）[186]
- 7月27日 - ジェイ・ダ・ヤンガン（英語版）、アメリカ合衆国のラッパー（* 1998年）[187]
- 7月27日 - チャールズ・ウォード、イギリスのレコーディングスタジオ「ロックフィールド・スタジオ」創設者（* 生年不明）[188]
- 7月27日 - 朴道春、北朝鮮の政治家、軍人（* 1944年）。朝鮮労働党中央委員会政治局委員、同委書記局書記、同委顧問、朝鮮民主主義人民共和国国防委員会委員[189]。
- 7月28日 - 高柳俊一、日本の英文学者、神学者、上智大学名誉教授（* 1932年）[190]
- 7月28日 - ギル・ヘイズ、カナダのプロレスラー（* 1938年）[191]
- 7月28日 - テリー・ニール（英語版）、北アイルランドの元サッカー選手・指導者、元同国代表、元アーセナルFC監督（* 1942年）[192]
- 7月29日 - ユリス・ハルトマニス、ラトビア出身のアメリカ合衆国の計算機科学者（* 1928年）[193]
- 7月29日 - 影山清四郎、日本の教育学者、横浜国立大学名誉教授、日本NIE学会初代会長（* 1941年）[194]
- 7月29日 - ジミー・ソーンズ（英語版）、アメリカ合衆国の歌手、シャドウズ・オブ・ナイトメンバー（* 1947年）[195]
- 7月29日 - 宮田茂樹、日本の音楽プロデューサー（* 1949年）[196]
- 7月29日 - オルガ・カチュラ、ドネツク人民共和国の軍人、ドネツク人民軍第1軍団大佐（* 1970年）[197]
- 7月29日 - リーザ＝マリア・ケラマヤー、オーストリアの医師（* 1985年）[198]
- 7月30日 - ソフィア・ロハス、コロンビアの歴代最高齢者（* 1907年）[199]
- 7月30日 - 斎賀秀夫、日本の国語学者、大妻女子大学名誉教授（* 1925年）[200]
- 7月30日 - パット・キャロル、アメリカ合衆国の女優、声優（* 1927年）[201]
- 7月30日 - 李鐘根、在日韓国人の被爆者、平和運動家、韓国原爆被害者対策特別委員会委員長（* 1928年）[202]
- 7月30日 - ニシェル・ニコルズ、アメリカ合衆国の女優（* 1932年）[203]
- 7月30日 - 小林清志、日本の声優、俳優、ナレーター（* 1933年）[204]
- 7月30日 - 平林千牧、日本の経済学者、元法政大学総長（* 1935年）[205]
- 7月30日 - ロベルト・ノービレ（英語版）、イタリアの俳優（* 1947年）[206]
- 7月30日 - アーチー・ローチ（英語版）、オーストラリアの音楽家、アボリジニー活動家（* 1956年）[207]
- 7月30日 - 森雅子（今井ひづる、イマイヒヅル）、日本の漫画家（* 生年不明）[208]
- 7月31日 - 谷村友一、日本の元プロ野球審判員（* 1927年）[209]
- 7月31日 - フィデル・ラモス、フィリピンの政治家、第12代大統領（* 1928年）[210]
- 7月31日 - イアン・ニッシュ、イギリスの歴史学者、ロンドン大学名誉教授（* 1929年）[211][212]
- 7月31日 - ビル・ラッセル、アメリカ合衆国の元プロバスケットボール選手【ボストン・セルティックス所属】・指導者、バスケットボール殿堂（* 1934年）[213]
- 7月31日 - 間瀬明、日本のフォトグラファー（* 1934年）[214]
- 7月31日 - ワジム・バカーチン、ソビエト連邦及びロシア連邦の政治家、最後のKGB（ソ連国家保安委員会）議長（* 1937年）[215]
- 7月31日 - 神園征、日本の政治家、鹿児島県枕崎市長（* 1943年）[216]
- 7月31日 - 古井貞熙、日本の音声処理研究者、豊田工業大学シカゴ校元学長・元理事長、国立情報学研究所研究総主幹、東京工業大学栄誉教授（* 1945年）[217]
- 7月31日 - 桑鶴勉、日本の政治家、鹿児島県議会議員、鹿児島県議会副議長、自由民主党鹿児島県連幹事長（* 1946年）[218]
- 7月31日 - オレクシー・ヴァダトゥルスキー（英語版）、ウクライナの実業家、穀物企業ニブロン（英語版）創業者（* 1947年）[219]
- 7月31日 - アイマン・ザワーヒリー、エジプト出身のテロリスト、アルカーイダ司令官（* 1951年）[220]
- 7月31日 - 坂下秀実、日本のキーボード奏者、四人囃子メンバー（* 1953年）[221]
- 7月31日 - 佐々木一浩、日本のアニメーター（* 1958年）[222]